# ヤマト運輸
ヤマト運輸株式会社（ヤマトうんゆ）は、日本の大手配送会社。本社は東京都中央区銀座。1919年に小倉康臣によって東京市京橋区で創業された。
現在の企業は2005年に旧法人（現・ヤマトホールディングス）が分割準備会社として設立し、旧法人との吸収分割により事業を開始した企業である。

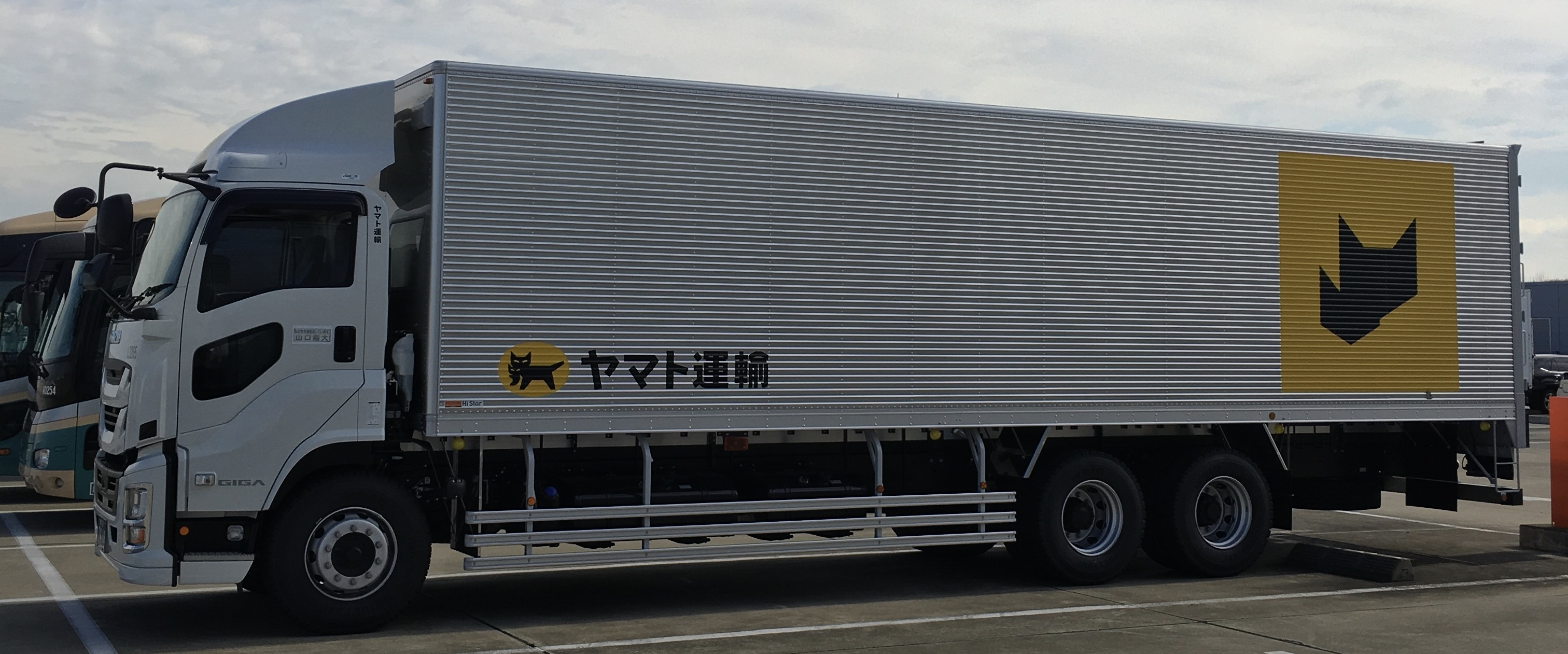
ヤマト運輸の運行車(いすゞ ギガ)

## 概要

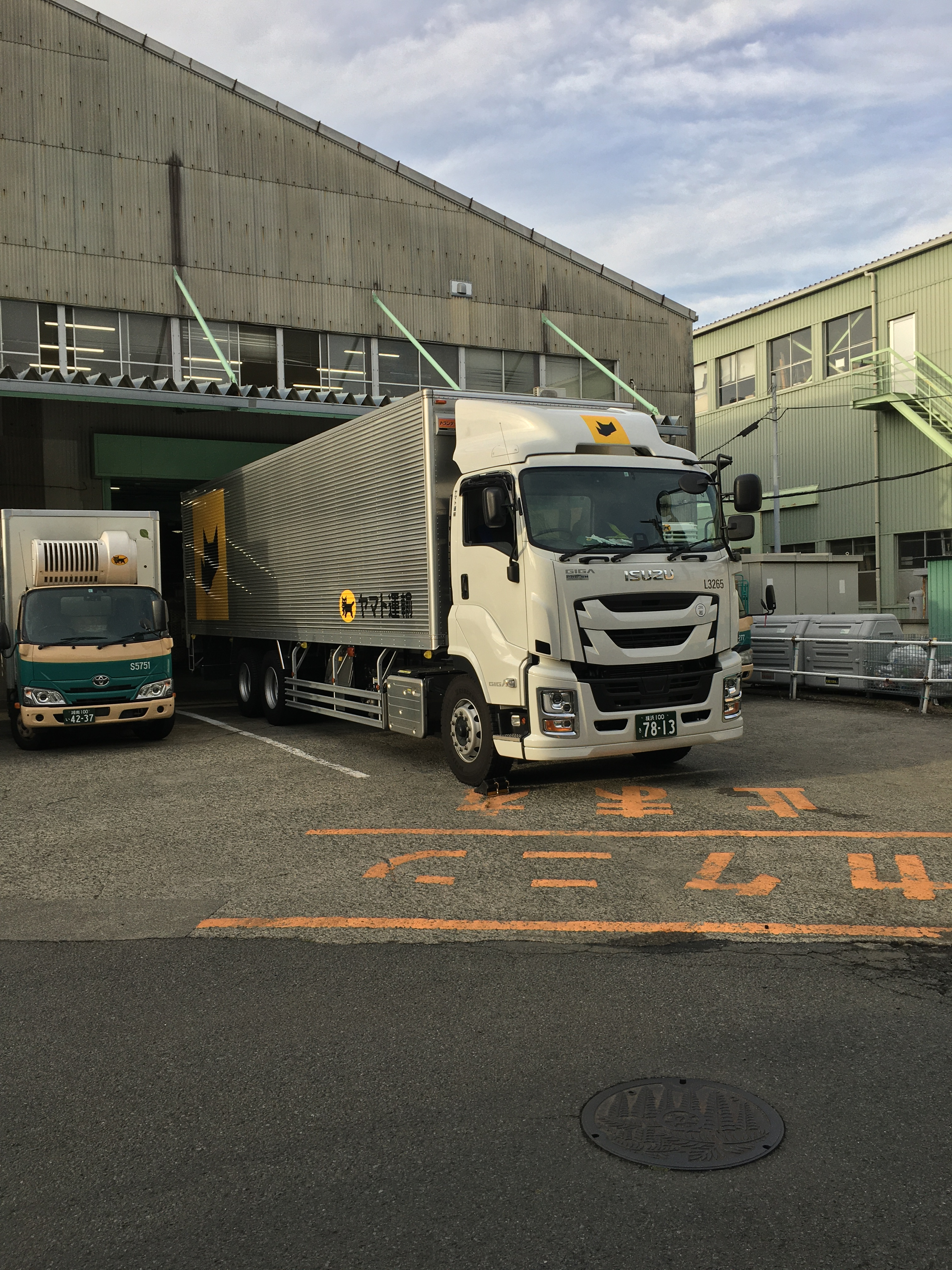
営業所へ横持ち作業中の運行車

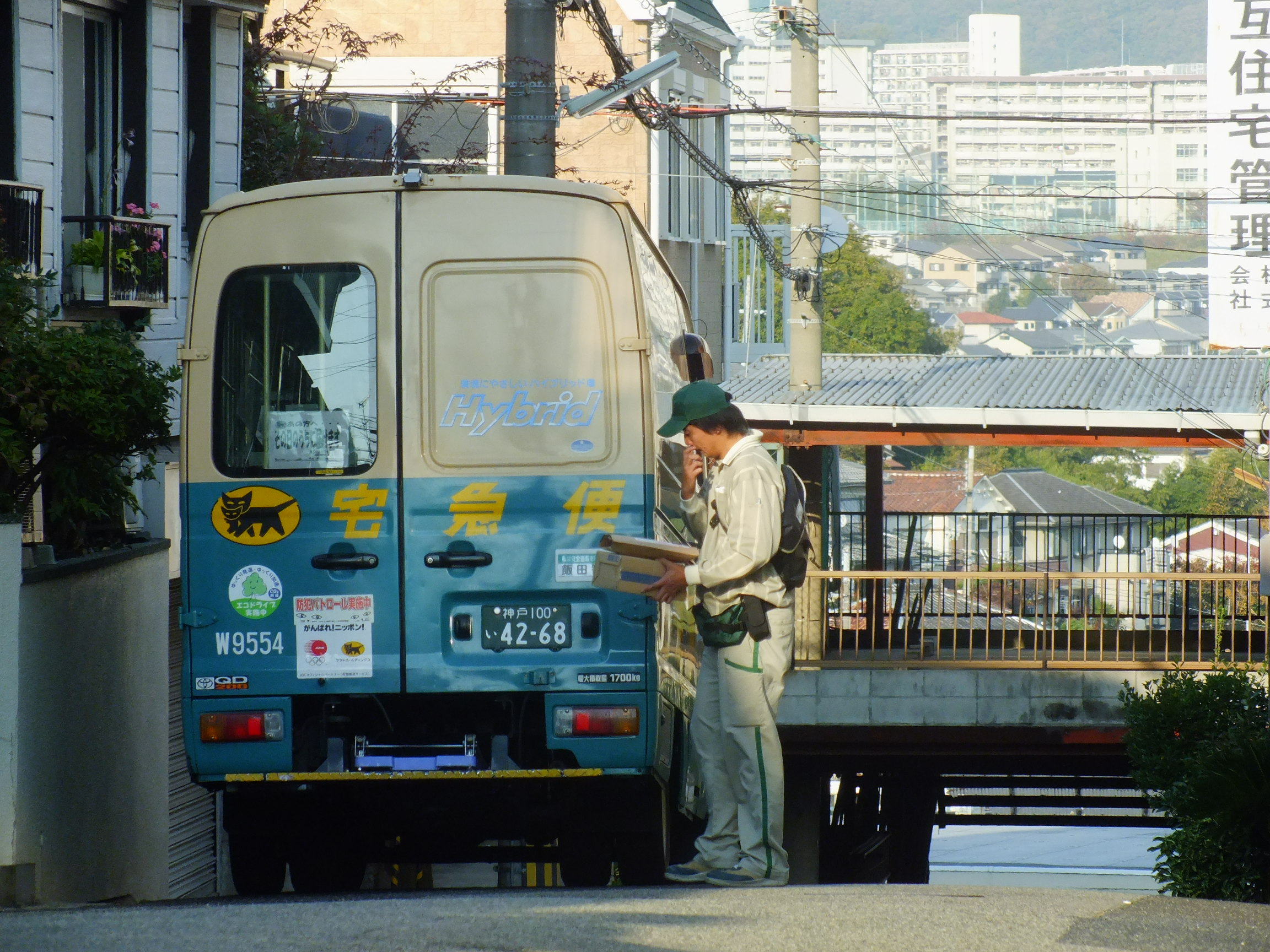
クロネコヤマトの宅急便の配送の様子

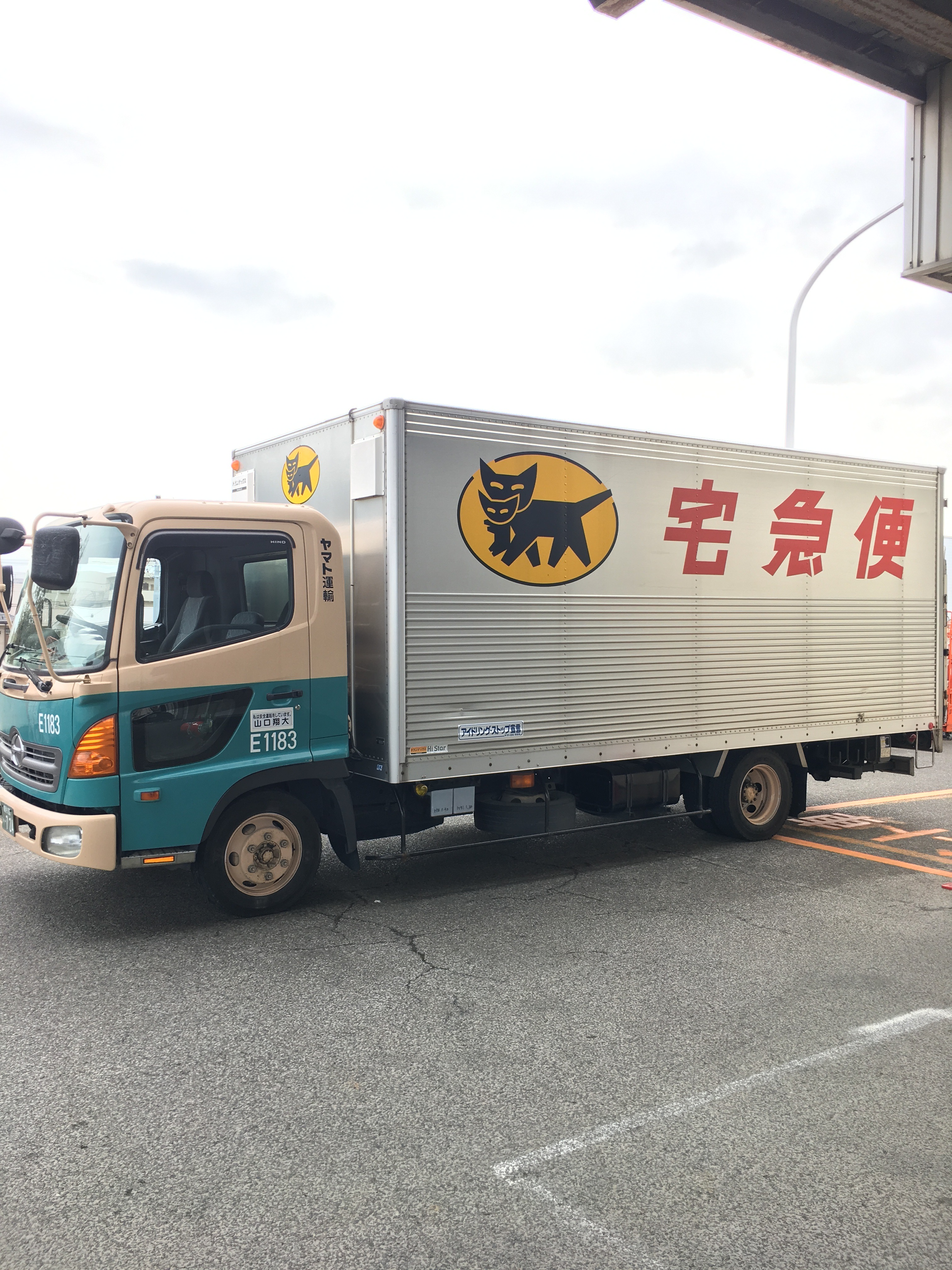
大口顧客の集配作業中の旧々塗装の4t扁平車(日野自動車 レンジャー

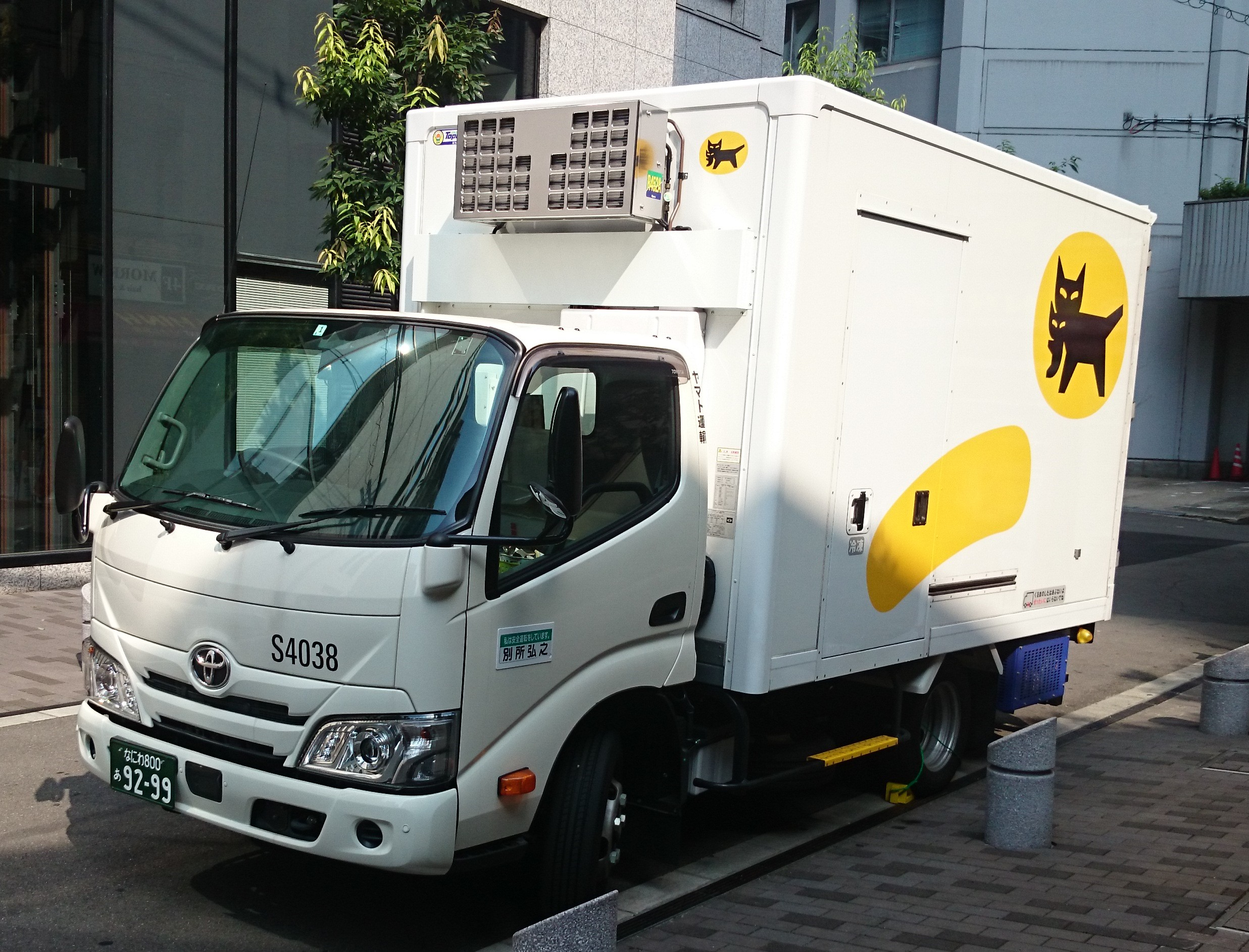
2021年にリニューアルされたクール宅急便の配送トラック（トヨタ・ダイナU600）

1976年に事業を開始した宅配便事業「宅急便」で知られる（「宅急便」はヤマトホールディングスの登録商標（1979年〈昭和54年〉4月27日登録第1377677号）である）。それまで郵便小包（現在のゆうパック）か、鉄道を利用した鉄道小荷物（チッキ）しかなかった個人向け小口貨物輸送に本格参入し、1個口から個別集配・全国配送するという宅配便のシステムを作り上げた企業で、宅配便業界においては圧倒的なシェアを誇る。
「クロネコヤマトの宅急便」のキャッチコピーでも知られるとおり、親子の黒猫を商標（シンボルマーク）としているが、これは宅急便への参入以前から用いられてきたものである（詳細後述）。
近年では、当社の旧法人時代から、郵便局（現：日本郵便）の「ゆうパック」を新たに導入することを検討していた株式会社ローソンと、従来通りの排他的契約を求めるヤマトとが騒動に発展。ヤマト側は譲らず、郵政民営化論を巻き込み、公平性に欠けているとの意見広告を展開した。ローソン本部は宅配取次契約の中途解約を通告。ヤマトは私的独占の禁止及び公正取引の確保に関する法律（独占禁止法）違反で日本郵政公社を提訴し対立を深め、最高裁まで争ったが、ヤマトの敗訴に終わった（詳細はローソン・ゆうパックの記事を参照のこと）。
2007年（平成19年）頃までの数年間、二代目社長・小倉昌男の死去による御曹司・小倉康嗣の処遇を巡る派閥抗争が続いた。2005年の持株会社への移行の際の社長人事が焦点となっていたが、康嗣は同年9月1日付で専務執行役員から社長付に、経営学修士号取得のための海外留学を名目に異動。次期社長と目された47歳の経営幹部が20代のビジネスマンが取得するような資格を目指して社業を離れるということは、「留学に名を借りた御曹司の追放」と業界内では目された。

### 社訓
1931年（昭和6年）12月制定 創業者：小倉康臣
一、ヤマトは我なり
一、運送行為は委託者の意思の延長と知るべし
一、思想を堅実に礼節を重んずべし

### 経営理念
ヤマトグループは、
社会的インフラとしての宅急便ネットワークの高度化、
より便利で快適な生活関連サービスの創造、
革新的な物流システムの開発を通じて、
豊かな社会の実現に貢献します。

### 誓いの言葉
お客様との約束は必ず守ります。
お客様には明るく元気に挨拶します。
お客様の荷物は基本ルールを守り責任をもってお届けします。
お客様に信頼される情報入力を実行します。
思いやりのある運転を実行します。

### 愛称・ブランドマークの由来
ブランドマーク（企業シンボルマーク）の親子猫マークは、1957年（昭和32年）、当時のアメリカのAllied Van Lines（アライド・ヴァンラインズ）社のマスコット・マークを見て共鳴した小倉初代社長が同社に許可を得て、当時のヤマト運輸広報担当者がデザインを担当したが、その担当者の長女（当時6歳）がそれをモチーフに画用紙に書いた絵を原案としたという。その画用紙の表には親猫と二匹の子猫の絵、裏には子猫を口元に咥えた親猫が描かれており、後者をもとにデザインされた。また黒猫マークが完成された後もその画用紙は担当者の机の引き出しに保管していたが、担当者が1966年に急逝した際にその画用紙は他の宣伝資料と共に群馬県内の倉庫の一角に移された。
2019年にヤマト運輸が創業100周年を迎えることから社史編纂の準備の為、資料等を探すべく群馬県の倉庫を整理していたところ、この原案となった画用紙が発見された。
2021年（令和3年）3月1日、クロネコマークのデザインを64年ぶりに刷新することを発表。加えて「アドバンスマーク」の新設、コーポレートカラーと社名ロゴタイプの変更も発表された。いずれも同年4月1日より使用を開始。配送用の車両はこれまでのクリーム色と青緑色のツートーンから、白地（もしくはアルミ無塗装地）に黄色のアクセントカラーが入ったものになる。ただし、ロゴマーク変更後も当面は、ツートンカラー車とアクセントカラー車が混在する。

### その他
- 当時の日本郵政公社（ゆうパック）とローソンの業務提携実施に伴い、2004年（平成16年）11月18日よりローソンでのサービス取り扱いを停止した。続いてミニストップ、パンプキン、サークルKサンクスもゆうパックに切り替えたため取り扱いを停止した。以降、サービスを継続しているコンビニエンスストアはセブンイレブン、ファミリーマート、スリーエフ、セーブオン、新鮮組、リトルスター、ジャストスポット、リックス、ココストア、アンスリー（日通（現在はJPエクスプレスが譲受）を扱う京阪電気鉄道系を除く）、宮城県内のNEWDAYSなどである。その後2010年9月からデイリーヤマザキが、2012年6月からはサークルKサンクスが再度ヤマトの取り扱いを開始した。一方で、セーブオンと新鮮組は、ローソンのフランチャイズ化に伴い、ヤマトの取り扱いを終了し、ゆうパックに切り替わった。
  - サービスの詳細は、後述の外部リンクを参照のこと。
- 大都市のオフィス街や商店街では、会社で駐車場を借りて、配達員は、配達車両を一旦駐車し、そこで道路交通法に抵触しない台車やリヤカーのような配達専用台車に積み替え、各宛先に配送する。
- 日本の運送業界では、「クロネコヤマト」として圧倒的な知名度を誇る同社だが、宅急便に関するグッズやトラックの玩具・模型は一切直販されておらず、非売品の販売促進用グッズ（集配用トラックやベーストレーラーのミニカーなど）のみが存在している。これは、宅急便のカラーデザイン・ロゴ作成の際、デザイナーと「営利目的での使用は一切行わない」という契約が締結されたためである。ただし、2010年代以降は鉄道輸送用のコンテナや客貨混載の路線バスなど、例外的に公式ライセンスの製品が市販された例がある。トラックのデザイン変更後の2022年11月にはトミカ「ジョブレイバー JB08 キャリーブレイバー ヤマト運輸 集配トラック」が発売されている。
- 2006年（平成18年）の道路交通法改正（駐車違反罰則の厳格化や駐車監視員制度の導入など）を受け、従来の配送トラックによる集配荷から、台車（手押車）や電動アシスト自転車つきリヤカーによる集配荷を積極的に導入している。この影響で、都心部や都市近郊商業・住宅地へのデポ（営業所）を積極的に展開しており、2006年（平成18年）度末時点で7746、2007年（平成19年）度末7910、2008年（平成20年）度末9949店（支店除く。有価証券報告書記載内容）となっている。これは郵便局（2009年〈平成21年〉1月で24,135局）に次ぎ、民間主体ベースでは突出して多い（佐川急便は2008年〈平成20年〉11月21日時点で354）。
- 不在票の視覚障害者用の切込みは、ヤマト運輸のものと分かるように猫耳型を採用している。

## 沿革
- 2005年（平成17年）
  - 3月31日 - ヤマト運輸分割準備株式会社設立。
  - 11月1日 - ヤマト運輸株式会社に商号変更（ヤマトホールディングスより、ほぼすべての事業を譲受される）[12]。会社ロゴは旧ヤマト運輸からそのまま引き継ぐ。
- 2006年（平成18年）2月1日 - セブン‐イレブン、ファミリーマート、スリーエフでの宅急便店頭受け取りサービスを開始[13]。
- 2007年（平成19年）
  - 9月23日 - 大阪南労働基準監督署が労働基準法違反で是正勧告をしていたことが判明。
  - 10月22日 - 全国的ネットワークの集配のノウハウを生かし、日経リサーチと業務提携して、市場化テストである日本国政府の統計調査への参入を表明。
- 2010年（平成22年）3月29日 - 株式会社三越伊勢丹ビジネス・サポートと物流全般に関する業務委託契約を締結。当時の大和運輸が三越と絶縁して以来、31年ぶりに全国規模での全般的な業務委託が復活した[14]。
- 2013年（平成25年）9月20日 - 羽田クロノゲート竣工[15]。
- 2015年（平成27年）6月3日 - 貨客混載を岩手県北自動車と共同で開始[16]。
- 2019年（令和元年）11月 - クロネコ・シロネコキャラクターをリニューアル[17]。
- 2021年（令和3年）
  - 2月 - 同月から山形県や鹿児島県など、一部地域での「クロネコDM便」配達業務を日本郵便に順次委託[18][19]。
  - 4月 - 64年ぶりにCI（Corporate Identity）を刷新。ヤマトホールディングスに吸収合併される予定だったが、新型コロナウイルス感染拡大の影響等により、ヤマト運輸がヤマトグローバルエキスプレス・ヤマトロジスティクス・ヤマトグローバルロジスティクスジャパン・ヤマトパッキングサービス・ヤマト包装技術研究所・ヤマトフィナンシャルを合併する形に変更された[20]。ヤマトシステム開発の一部事業部門も吸収分割している[21]。
  - 9月 - ヤマトマネージメントサービス株式会社を合併[22]。
  - 10月 - ヤマト便の廃止。
- 2022年（令和4年）3月 - オートロック付きマンションでの「置き配」を開始。
- 2023年（令和5年）6月 - 同年10月から2025年（令和7年）3月末までの間にクロネコDM便ならびにネコポスのサービスを順次終了し、日本郵便に配達を全量委託すると発表。クロネコDM便はクロネコゆうメール、ネコポスはクロネコゆうパケットに切り替える[23]。
- 2024年（令和6年）
  - 2月1日 - クロネコDM便の日本郵便への業務委託（前述）開始。前日をもって投函業務の一部を担っていた約25000人の個人事業主（クロネコメイト）との契約を終了[24]。
  - 6月10日 - クロネコメンバーズ会員向けに置き配サービスを本格導入。宅急便並びに宅急便コンパクトが対象となる[25][26]。
  - 12月 - 日本郵便に対して前述の配達委託の停止を打診した事を発表[27][28][29][30]。これにより、2023年6月の合意に違反してるとして12月23日付で日本郵便から120億円の損害賠償を求め提訴される[31][32]。

## 支社・主管支店・ベース店

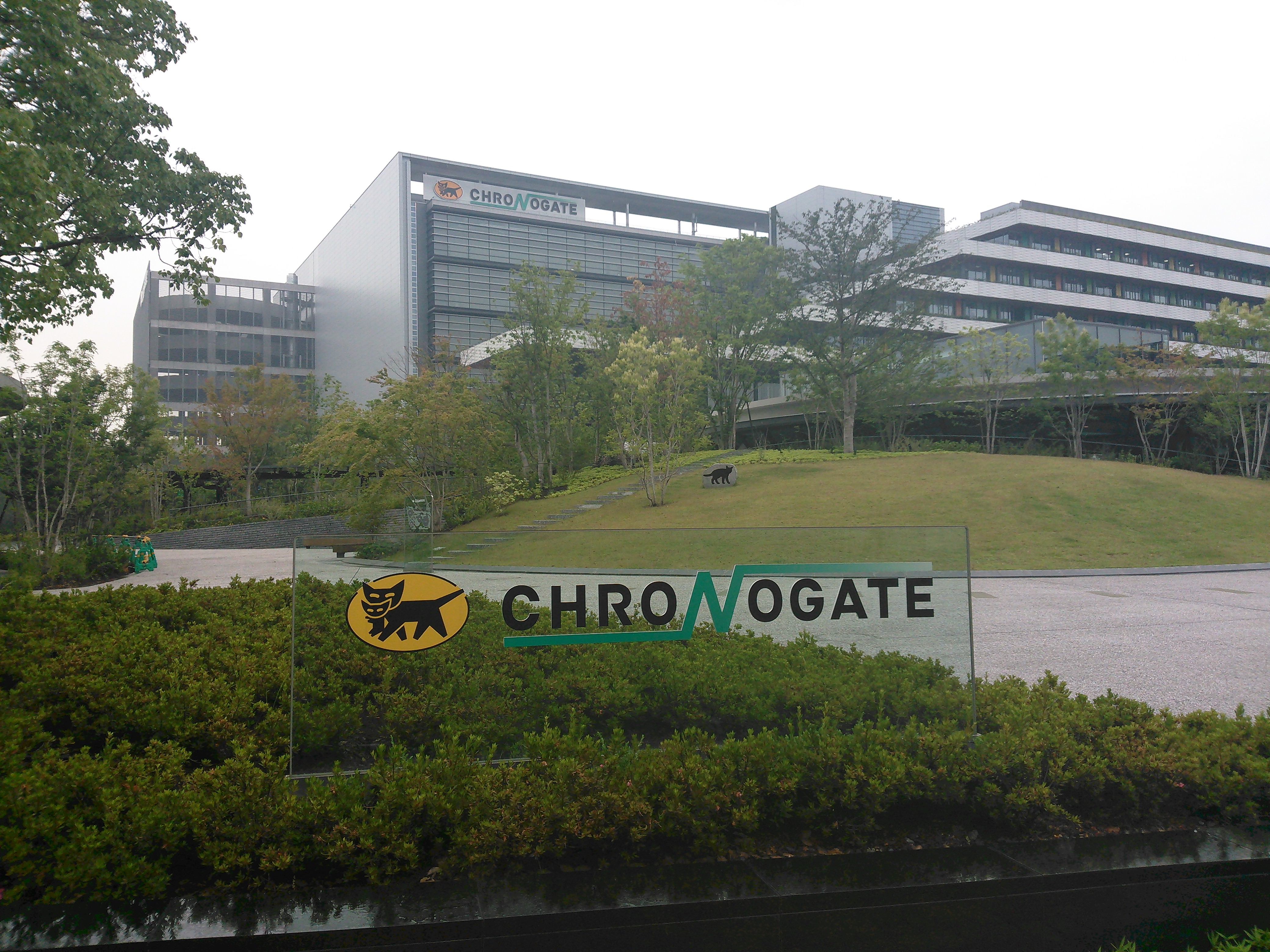
036-606
羽田主管 - 羽田クロノゲート営業所

主管支店コード・ベースコードは営業所コードの2桁目と3桁目を表すもので、個別に6桁のコードで識別する。コードの詳細は以下のとおりである。ただし、ベース店を持たない主管支店がある。

### 1桁目商品種別コード
沖縄ヤマト運輸においては、3と4が存在せず、全て0で統一されている。
- 0/1宅急便部門（例・札幌主管支店：000、青森主管支店：010、湘南主管支店：127）
- 3メール便部門（2010年〈平成22年〉4月1日に「0宅急便部門」と統合し廃止）
- 4旧ヤマトグローバルエキスプレス（2008年〈平成20年〉4月1日から2021年〈令和3年〉3月31日まで自社の航空貨物〈エキスプレス〉部門を分社していた）
- 5以降はグループ会社で使用（ホールディングス含む）

### 2桁目・3桁目支社・主管支店コード（）内は支社・主管支店所在地/担当区域
- BB支社

ヤマト運輸は、原則として、自動車のナンバープレートの管轄を基準として、主管支店・ベース店を設置してきたが、取扱量の増加と管下店管理の面で業務量が増加したことに加え、エリアセンター制の導入により主管支店の再編と、ベース店の増設を繰り返してきた。現体制は、2018年4月付けで主管支店の新設・再編を実施したが、管理面の強化が目的であり、輸送オペレーションの拠点であるベース店は旧来の名称と管轄をほぼ維持している。
2021年4月より支社を地域統括に名称変更を実施した。

### 仕分けコード
営業所コードの他に荷物の行先を表す仕分けコードがあり、それにより行先となるベース店が判別される（営業所コードと仕分けコードが一緒とは限らない。例・市川ベース 営業所コード：035992 仕分けコード：38-99-99）。

#### 北海道地域統括
- 000札幌（札幌市厚別区。札幌市（中央区・北区・南区・東区・西区・厚別区・手稲区・白石区）・石狩郡・石狩市・小樽市・余市郡）
- 002函館（北斗市。函館市・北斗市・松前郡・奥尻郡・檜山郡・茅部郡・久遠郡・二海郡・寿都郡）
- 003千歳（千歳市。札幌市（清田区・豊平区）・虻田郡・岩内郡・岩見沢市・浦河郡・恵庭市・江別市・北広島市・沙流郡・白老郡・伊達市・千歳市・苫小牧市・登別市・日高郡・美唄市・幌泉郡・室蘭市・夕張郡・夕張市）
- 004・005・006道北（旭川市。旭川市・滝川市・深川市・留萌市・富良野市・赤平市・稚内市・名寄市・士別市・紋別市・上川郡・礼文郡・利尻郡・枝幸郡・天塩郡・紋別郡・苫前郡　頭三桁のうち、004は空知北部＝新十津川町・砂川市・上砂川町以北＝・留萌・上川、005＝オホーツク、006=宗谷、富良野は000を使用する）
- 007・008道東（芽室町。足寄郡・厚岸郡・網走郡・網走市・帯広市・河西郡・河東郡・上川郡・川上郡・北見市・釧路郡・釧路市・標津郡・斜里郡・白糠郡・中川郡・根室市・野付郡・広尾郡・目梨郡。007＝十勝、008＝釧路・根室）

#### 東北地域統括
- 010青森（青森市。青森県全域、三八地域は、016コードで八戸エリア支店が管理）
- 011秋田（秋田市。鹿角市・鹿角郡を除く秋田県全域を管轄）
- 012岩手（北上市。岩手県全域と秋田県鹿角市・鹿角郡を管轄）
- 013宮城（仙台市泉区。宮城県のうち、石巻市・大崎市・牡鹿郡・加美郡・栗原市・黒川郡・気仙沼市・仙台市青葉区〈旭ヶ丘・上杉3～6丁目・梅田町・小田原4～8丁目・花京院・北根・北根黒松・小松島・小松島新堤・台原・台原森林公園・高松・堤通雨宮町・東照宮・中江・錦町・福沢町・双葉ヶ丘・宮町を除く〉・柴田郡〈川崎町のみ〉・仙台市泉区〈松森を除く〉・仙台市太白区〈秋保町のみ〉・遠田郡・富谷市・登米市・東松島市・宮城郡〈松島町〉・本吉郡）
- 113新宮城（仙台市宮城野区。仙台市内〈ただし、青葉区・泉区・太白区の一部を除く〉、塩釜市、多賀城市、宮城郡〈利府町・七ヶ浜町〉、名取市、岩沼市、柴田郡〈川崎町以外〉、亘理郡、白石市、刈田郡、角田市、伊具郡）
- 014山形（山形市。山形県全域）
- 015郡山（郡山市。福島県郡山市、田村市、田村郡、須賀川市、岩瀬郡、石川郡、白河市、東白川郡、西白河郡、会津地方の全域を管轄。2018年〈平成30年〉4月１日、福島主管支店より名称変更、現名称は2代目になる）
- 115福島（郡山市。福島県福島市、伊達市、いわき市、相馬市、南相馬市、二本松市、本宮市、安達郡、相馬郡、伊達郡、双葉郡を管轄。ベース店が存在しない。015郡山から分離、現名称は2代目になる）
- 016八戸エリア支店（青森主管支店管下。青森県三八地域を管轄。八戸ベース店が存在する。）
- 017大館エリア支店（秋田主管支店管下。秋田県北部内陸地域を管轄。2021年まで鹿角ベース店が存在したが、秋田ベース店・岩手ベース店に統合され廃止）
- 018横手エリア支店（秋田主管支店管下。秋田県南部を管轄。ベース店は存在しない）
- 上記2支店はそれぞれ11に統合。017、018は別途関東地区で使用される。
- 015郡山主管支店（初代）は2008年10月に福島主管支店（初代）に名称変更し、2018年3月31日まで福島県全域を管轄していた）

#### 北関東地域統括
- 021茨城（土浦市。下記の135流山管下を除いた茨城県全域）
- 022栃木（鹿沼市。栃木県全域）
- 023群馬（前橋市下佐鳥町。群馬県全域)
- 024埼玉（上尾市瓦葺。上尾市・さいたま市全域・北足立郡伊奈町・北葛飾郡杉戸町・幸手市・越谷市・春日部市・北葛飾郡松伏町・蓮田市・白岡市・南埼玉郡宮代町を管轄
- 034東松山（旧・西埼玉。東松山市。埼玉県の南西部、北西部、秩父地方と加須市・久喜市・桶川市・北本市・行田市・鴻巣市・川島町を管轄）
- 135流山（流山市西深井。千葉県我孫子市・柏市・流山市・野田市・松戸市、茨城県古河市・猿島郡五霞町・猿島郡境町・常総市・つくばみらい市・取手市・坂東市・守谷市を管轄。ベース店のみ131城東管下の東京都葛飾区、124越谷管下の草加市・三郷市・八潮市・吉川市も管轄。024埼玉と035船橋と021茨城からそれぞれ分離。仕分けコードは20）
- 018川口領家ベース（川口市領家。124越谷主管管下のうち、川口市・草加市・戸田市・三郷市・八潮市・吉川市・蕨市を管轄。ベース店のみ、020城北管下の足立区、北区　124越谷管下の川口市を管轄。2021年に埼玉県川口市に川口領家ベースが置かれるまでベース店は存在せず、埼玉ベース店・流山ベース店・ならびに東京支社管下の北東京ベース店が集荷を分担していた。024埼玉から分離）
- 017埼玉三芳ベース（入間郡三芳町上富。134所沢管下のうち、朝霞市・入間郡三芳町・入間市・川越市・狭山市・志木市・所沢市・新座市・富士見市・ふじみ野市・和光市を管轄。所沢主管支店の場所は、039武蔵野主管と同一。2021年に入間郡三芳町に埼玉三芳ベースを置かれるまでベース店は存在せず、西埼玉ベース店及び東京支社管下の埼京ベース店が集荷を分担していた。39埼京と34西埼玉からそれぞれ分離）

#### 南関東地域統括
- 025千葉（千葉市花見川区。千葉市全域・安房郡・市原市・勝浦市・鴨川市・香取郡・木更津市・君津市・袖ヶ浦市・館山市・長生郡・東金市・富里市・富津市・茂原市・山武市・南房総市を管轄 ベース店は、025千葉管下の千葉市美浜区以外と125成田管下の全域も管轄）
- 026横浜（横浜市磯子区。横浜市の西区・中区・南区・磯子区・金沢区・港南区・栄区と、横須賀市・鎌倉市・逗子市・三浦市・三浦郡を管轄。ベース店は127湘南管下の横浜市戸塚区、泉区、瀬谷区を管轄）
- 027厚木（愛川町。神奈川県西部、東京都町田市、相模原市全域、厚木市・平塚市・中郡を管轄。ベース店厚木ゲートウェイは127湘南管下の茅ヶ崎市・大和市・海老名市・綾瀬市・座間市・寒川町・藤沢市も管轄）
- 028神奈川（横浜市鶴見区。横浜市の鶴見区・神奈川区・港北区・都筑区・保土ヶ谷区・緑区・青葉区を管轄。ベース店のみ、026横浜管下の横浜市西区、127湘南管下の横浜市旭区、横浜市瀬谷区一部と128川崎管下の川崎市全域も管轄。2022年に、横浜市緑区に横浜緑ソーティングベースが完成し、横浜市緑区、都筑区、青葉区のみ48コードが使われる。）（2006年〈平成18年〉11月新ターミナル完成）
- 035船橋（船橋市。市川市・浦安市・鎌ヶ谷市・白井市・習志野市・船橋市・八千代市　ベース店のみ、025千葉管下の千葉市美浜区・稲毛区の一部も管轄）
- 037山梨（昭和町。山梨県全域）
- 38市川ベース（市川市二俣新町。131城東管下の江戸川区・035船橋管下の市川市の一部を管轄 仕分けコードが38）
- 48横浜緑ソーティングベース（横浜市緑区）2022年に、横浜市緑区に横浜緑ソーティングベースが完成し、横浜市緑区、都筑区、青葉区のみ48コードが使われる（仕分けコードが48）。

#### 東京地域統括
- 19枝川ベース（江東区枝川。現在、枝川ベースという組織はない。現在の建屋は、東京丸の内営業所とナカノ商会が入居している。038東東京管下の千代田区を管轄。仕分けコードが19。千代田区の仕分けは東京ベースと同じ建屋で行う。）
- 020城北（足立区新田。足立区、荒川区、北区、文京区を管轄。ベース店は存在しない。30北東京から分離）
- 030北東京（板橋区舟渡。板橋区・豊島区・練馬区を管轄。ベース店のみ020城北管下の足立区の一部、荒川区・文京区、124越谷管下の戸田市・蕨市を管轄）2025年より、主管支店が埼玉県戸田市より移転。ベースは、従来通り戸田市川岸で行う。
- 031東京（江東区有明。江東区・中央区・港区〈台場·品川区東八潮のみ31コード〉を管轄）ベース店のみ、131城東管下の墨田区、038東東京管下の台東区も管轄）
- 032南東京（世田谷区上馬）世田谷区、目黒区を管轄。ベースは羽田クロノゲート
- 132副都心（品川区八潮）新宿区・渋谷区・伊豆七島[注 3]・小笠原諸島[注 4]を管轄。ベース店のみ、大田区〈山王〉、羽田管下の品川区〈東八潮を除く〉、136東京港の港区〈台場を除く〉を管轄し、仕分けコードは36。2022年、主管支店が世田谷区上馬より移転。
- 033西東京（昭島市拝島町。多摩西部〈町田市を除く〉・調布市・東大和市・武蔵村山市・昭島市・国立市・立川市を管轄）
- 036羽田（大田区羽田旭町。大田区・品川区を管轄。旧新東京。ベース店羽田クロノゲートは大田区〈山王を除く〉、132副都心管下の渋谷区、032南東京管下の世田谷区、目黒区、025千葉管下の千葉県館山市、木更津市、鴨川市、君津市、富津市、袖ケ浦市、南房総市、安房郡鋸南町も管轄。仕分けコードが32.渋谷区・大田区一部は29コードになっている）2022年より新東京主管支店から羽田主管支店に名称変更および旧新東京ベースから移転。
- 038東東京（江東区枝川）千代田区、台東区を管轄。ベースは東京ベース
- 039武蔵野（旧埼京。2022年より、武蔵野ベースに名称が変更。埼玉県新座市馬場。杉並区・中野区、清瀬市・西東京市・東久留米市・三鷹市・武蔵野市、ベース店のみ、30北東京管下の練馬区の一部〈大泉学園町、西大泉、西大泉町、東大泉、南大泉〉、133多摩管下の小金井市・国分寺市・小平市・東村山市を管轄）
- 131城東（墨田区立川）墨田区・江戸川区・葛飾区を管轄。なお、ベースは墨田区は東京、江戸川区は市川、葛飾区は流山と多岐に渡る。
- 133多摩（府中市四谷）西東京管轄以外の東京都下を管轄。ベースは西東京。
- 136東京港（港区海岸）港区のみを管轄。ベースは副都心。

2022年11月より
- 036新東京ベースから132副都心ベースに名称変更
- 039埼京ベースから武蔵野ベースに名称変更。

名称変更に伴って管轄も変更になっている。
- 旧036新東京主管支店の管轄だった品川区、大田区が現036羽田主管支店に変更

主管支店の管轄は変更になったかベースの管轄は変更はなし。2022年12月現在変更となった区のセンターコードの変更はなし。

#### 北信越地域統括
- 40新潟（新潟市西区。新潟市・阿賀野市・加茂市・五泉市・佐渡市・三条市・新発田市・胎内市・燕市・東蒲原郡・村上市主に下越地方・佐渡島を管轄）
- 41長岡（長岡市。糸魚川市・魚沼市・小千谷市・柏崎市・刈羽郡・上越市・十日町市・長岡市・中魚沼郡・南魚沼市・南魚沼郡・見附市・妙高市　主に中越地方・上越地方を管轄）
- 42長野（長野市。飯山市・上田市・上水内郡・北佐久郡・小諸市・佐久市・須坂市・千曲市・中野市・長野市・埴科郡・東御市・南佐久郡　主に北信・東信を管轄）
- 43松本（塩尻市。安曇野市・飯田市・伊那市・大町市・岡谷市・上伊那郡・木曽郡・北安曇郡・駒ヶ根市・塩尻市・下伊那郡・諏訪市・諏訪郡・茅野市・松本市　主に中信・南信・木曽を管轄）
- 44富山（射水市。富山県全域）
- 45金沢（野々市市。石川県全域）
- 46福井（福井市。福井県全域）

他の地域総括が、主管支店の分割、管轄地域の変更が進む中で、20年近く現行体制が維持されている地域である

#### 中部地域統括
- 51東静岡（富士市。沼津市・富士市・富士宮市・御殿場市・裾野市・三島市・熱海市・伊豆市・伊豆の国市・下田市・賀茂郡・駿東郡・田方郡を管轄、開設当初は新静岡主管支店、その後、静岡主管支店に名称変更の後、2018年4月1日に現名称に変更。2023年富士市に移転、裾野市内の既存仕分け施設は、裾野ベースとして機能）
- 150静岡（静岡市駿河区。静岡市全域・藤枝市・島田市・掛川市・菊川市・御前崎市・牧之原市・焼津市・榛原郡を管轄し、仕分けコードが50　事務機能は静岡市駿河区黒金町に移転。ベース機能は既存の曲金にある施設を使用する）
- 52浜松（浜松市中央区。浜松市全域・磐田市・湖西市・袋井市・周智郡、愛知県豊橋市・田原市・新城市・北設楽郡を管轄）
- 53三河（豊田市。安城市・岡崎市・刈谷市・高浜市・知立市・豊明市・豊田市・西尾市・碧南市・みよし市・蒲郡市・豊川市・額田郡を管轄。ベース店中部ゲートウェイベースは、52浜松管下の豊橋市、田原市、新城市、北設楽郡、54名古屋管下の知多半島4市5町、名古屋市の緑区を管轄。2016年〈平成28年〉9月に安城市から現在の場所に移転）
- 54名古屋（名古屋市中村区。名古屋市〈熱田区・中川区・中村区・緑区・港区・南区〉・半田市・弥富市、愛西市・海部郡・あま市・大府市・知多郡・知多市・津島市・東海市・常滑市、名古屋ベース（初代）のみ57愛知管下の名古屋市中区、昭和区、瑞穂区、天白区、56小牧管下の西区、清須市、北名古屋市の一部のクール宅急便のみを管轄し、2024年、ロジポート名古屋に新設された名古屋岩塚ベース（店所コードが054-992）は、名古屋市、弥富市、愛西市、あま市、津島市、海部郡と清須市、北名古屋市〈左記名古屋ベース管轄地域の内、右記以外は仕分けコードが54。中区、中川区（主に東部）と西区（主に庄内川以南）と中村区の一部、清須市、稲沢市（奥田大沢町の一部を除く）は仕分けコードが56、千種区、東区、北区、守山区、名東区、春日井市、瀬戸市、尾張旭市、日進市、長久手市、小牧市、岩倉市、愛知郡東郷町、西春日井郡豊山町、丹羽郡大口町と扶桑町は仕分けコードが57〉を管轄。2024年11月に名古屋市港区藤前より中村区岩塚の旧三菱重工跡地へ完全移転し、名古屋ベース（2代）に名称変更。
- 55三重（四日市市。三重県全域）
- 56小牧（愛知県小牧市。名古屋市〈北区、西区〉、愛知県一宮市、江南市、犬山市、稲沢市、岩倉市、春日井市、北名古屋市、清須市、小牧市、西春日井郡豊山町を管轄）ベース機能と法人営業支店はなく、名古屋ベース・岐阜ベースによって仕分けは行われる。
- 57愛知（長久手市。法人営業支店は小牧主管支店に同居している。愛知郡・尾張旭市・瀬戸市・長久手市・名古屋市〈昭和区・千種区・天白区・中区・東区・瑞穂区・名東区・守山区〉・日進市、ベース店のみ56小牧管下の名古屋市〈北区〉、稲沢市、岩倉市、春日井市、北名古屋市、小牧市、西春日井郡豊山町を管轄していたが、名古屋岩塚ベースに移管して愛知ベースは2024年11月に廃店し、存在しない。）
- 58岐阜（関市。岐阜県全域。ベース機能のみ56小牧主管支店管下の内、愛知県一宮市、江南市、犬山市、稲沢市奥田大沢町の一部を管轄。1999年10月開設。2005年11月より愛知県小牧市の旧〈初代〉小牧主管支店跡地より移転）

※52浜松主管支店の管轄のうち愛知県豊橋市・田原市・新城市・北設楽郡は53三河主管支店の管轄であった。
※53三河主管支店の管轄のうち豊田市とみよし市が1999年10月から2016年8月まで57愛知主管支店の管轄であった。
※57愛知主管支店発足前は、名古屋市中区・北区・西区・東区・千種区・名東区・守山区・昭和区・瑞穂区・天白区、瀬戸市、尾張旭市が54名古屋主管支店の管轄、名古屋市内と瀬戸市、尾張旭市以外の愛知県尾張地方の北部、東部と岐阜県全域は、56小牧主管支店（初代）の管轄だった（1999年10月より愛知主管支店発足に伴い管轄変更）。
※56小牧主管支店（2代目）の管轄全域は2018年3月31日まで57愛知主管支店の管轄だった（初代小牧主管支店の管轄地域は愛知県小牧市、一宮市、尾西市、稲沢市、犬山市、春日井市、西春日井郡、葉栗郡、岐阜県全域。初代小牧主管支店の建屋を取り壊した後、現在の建屋になり、ベース機能は愛知法人営業支店と現在の小牧主管支店の建屋がある場所に小牧ベース店が存在した。）。
※51東静岡主管支店の管轄のうち富士市は以前は50旧静岡支店の管轄だった（旧静岡支店は新静岡主管支店管下のベース店）。新静岡主管支店（当時の名称）発足前は、富士市以東のベース機能店として沼津支店（仕分けコード頭2桁は旧51）が存在した。新静岡主管支店及び新静岡ベース店（いずれも当時）機能開始に伴って沼津支店を廃止しベース機能を移行した。大井川以東のうち、藤枝市、焼津市・掛川市・菊川市・御前崎市・牧之原市・焼津市・榛原郡は52浜松主管支店管轄であった。
※58岐阜主管支店の管轄全域は56小牧主管支店（初代）の管轄だった。開設した1999年10月から現在地に移転する2005年10月まで旧小牧主管支店（初代）の跡地に置かれていた。

#### 関西地域統括

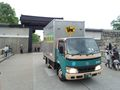
061阪神管内のクロネコ便、大阪城天守閣内の売店等への配送後

- 059北大阪（茨木市。大阪市の北区 ・淀川区・東淀川区と豊中市、吹田市、箕面市、池田市を管轄。コードは59を使用）
- 060大阪（大阪市住之江区。大阪市の中央区・住之江区・住吉区・浪速区・港区 ・大正区・西成区・阿倍野区・東成区の一部・天王寺区・生野区・東住吉区・平野区を管轄。ベース店は元々から現在の場所にあったがターミナル建て替えのため、2005年〈平成17年〉11月から2007年〈平成19年〉6月まで兵庫県尼崎市に建屋を新設し一時移転していた）
- 160東大阪（東大阪市。東大阪市・八尾市・柏原市、藤井寺市、羽曳野市、南河内郡太子町を管轄。ベース店は存在しない。60大阪と68関西ゲートウェイから分離）
- 061阪神（兵庫県尼崎市。大阪市西区 ・福島区・此花区・西淀川区・兵庫県尼崎市、伊丹市、西宮市（山口町・塩瀬町を除く）、芦屋市、神戸市東灘区を管轄。2007年〈平成19年〉10月に伊丹市から現在の場所へ移転した。なお、現在の場所は60大阪主管支店が仮の建屋として一時使用していた。旧名称：西大阪主管支店）
- 062京都（久御山町。京都市の伏見区、山科区を除く全域、綾部市、亀岡市、京丹後市、南丹市、福知山市、舞鶴市、宮津市、向日市、与謝郡、船井郡を管轄。ベース店のみ京都市全域、船井郡京丹波町・南丹市以南の京都南部、大阪府高槻市、枚方市、交野市、三島郡を管轄）
- 162南京都（京都市伏見区。大阪府の交野市、高槻市、枚方市、三島郡、京都府の京都市〈伏見区・山科区〉、井手町・宇治市・宇治田原町・大山崎町・笠置町・木津川市・京田辺市・久御山町・城陽市・精華町・長岡京市・南山城村・八幡市・和束町を管轄。旧名称：京阪主管支店。敷地はヤマトマルチチャーター本社）
- 063滋賀（栗東市。滋賀県全域）
- 064奈良（大和郡山市今国府町。吉野郡十津川村竹筒を除く奈良県全域、ベース店は160東大阪管下の大阪府柏原市、藤井寺市、羽曳野市も管轄）
- 065和歌山（和歌山市。和歌山県全域、大阪府阪南市、岬町、奈良県吉野郡十津川村のうち竹筒[注 5]を管轄）
- 066兵庫（西宮市山口町阪神流通センター。神戸市のうち東灘区を除く全域、三木市、明石市、淡路島、三田市、丹波篠山市、丹波市、宝塚市、川西市、川辺郡、西宮市のうち山口町・塩瀬町[注 6]、大阪府豊能郡、ベース店のみ京都府の福知山市・綾部市以北も管轄）
- 067姫路（姫路市。小野市、加東市、西脇市、多可郡、加古郡、加古川市、加西市、高砂市、中播・西播地域、但馬地方全域を管轄）
- 068関西ロジスティクス・グローバル（茨木市。大阪市の城東区・都島区・旭区 ・鶴見区 、摂津市、茨木市、守口市、門真市、寝屋川市、四條畷市、大東市を管轄。ベースのみ東大阪市、八尾市も管轄。2017年〈平成29年〉10月に寝屋川市から現在の場所に移転し名称変更）
- 069・169南大阪（大阪市住之江区。堺市（アマゾン堺FCを除く）・松原市・大阪狭山市・河内長野市・南河内郡河南町・泉州〈阪南市、岬町を除く〉を管轄。ベース店と法人営業支店が存在せず、ベース店は大阪ベース、法人営業は大阪法人営業支店が担当。）

※68は2001年（平成13年）まで枚方市・交野市・高槻市・三島郡島本町は62京都主管支店管轄、箕面市・茨木市・摂津市・大阪市都島区・旭区・守口市・門真市・寝屋川市・四條畷市は61阪神（現・西大阪）主管支店管轄、鶴見区・大東市・東大阪市・八尾市は60大阪主管支店管轄、2018年（平成30年）1月まで豊中市・吹田市は61西大阪主管支店管轄だった。
※61のうち大阪市西区・福島区・此花区・西淀川区は2007年（平成19年）9月30日以前は60大阪主管支店管轄、尼崎市・伊丹市・西宮市・芦屋市、神戸市東灘区は66兵庫主管支店管轄だった。
※66のうち、大阪府豊能郡は2007年（平成19年）10月まで61西大阪主管支店の管轄だった。
※162京阪主管支店の所在地はかつて京都ヤマト運輸（ヤマトマルチチャーターの前身）の本社所在地であった。
※かつては京都府下・奈良県は、ヤマト運輸直営ではなく京都ヤマト運輸にて宅急便事業が行われていた。

#### 中国四国地域統括
- 070岡山（岡山市中区。岡山市、玉野市、瀬戸内市、備前市、和気町、倉敷地域、井笠地域と広島県福山市を管轄。ベースは香川県の直島も管轄し、同地域は仕分けコードが74になる。）
- 071・075三次（三次市。071＝三次市、庄原市、安芸高田市、府中市、尾道市、三原市、竹原市、世羅町、神石高原町、大崎上島町、075＝島根県出雲市、雲南市、大田市、江津市、浜田市、益田市、飯南町、邑南町、奥出雲町、川本町、津和野町、美郷町、吉賀町）
- 072広島（広島市安佐南区。広島市全域、呉市、大竹市、廿日市市、江田島市、東広島市、安芸太田町、北広島町と山口県岩国市、和木町を管轄）
- 073山口（山口市。岩国市、和木町を除く山口県全域）
- 074・076・077津山（鏡野町。074＝岡山県北部、高梁市、新見市、吉備中央町、赤磐市、076＝鳥取県東部・中部、077＝鳥取県西部、島根県松江市、安来市、隠岐諸島）

- 080香川（宇多津町。香川県全域、愛媛県四国中央市・新居浜市を管轄）
- 082徳島（松茂町。徳島県全域、高知県東洋町[注 7]を管轄）
- 083高知（南国市。東洋町を除く高知県全域）
- 084・085愛媛（松山市。四国中央市・新居浜市を除く愛媛県全域。084＝中予地方・南予地方、085＝今治市・西条市・上島町）

※ 2003年（平成15年）3月31日まで四国ヤマト運輸という別会社だった（航空貨物〈エキスプレス〉部門は除く）。その翌日、愛媛県北東部を管轄していた85新居浜支所を閉鎖して80香川主管支店に統合された。なお、同社は元々は四国高速運輸（徳島市）というヤマト運輸との資本・人的関連が一切ない会社で、宅急便は同社がフランチャイズで行っていた。そのためクール宅急便など四国では使えないサービスもあった。1991年（平成3年）にヤマト運輸が子会社化して四国ヤマト運輸となり、宅急便事業以外の部門は或る休眠子会社を四国高速運輸に社名変更した上で移管している。
※以前は082徳島主管支店の管轄のうち東洋町が083高知主管支店の管轄だった。
※ 中国5県のうち山陰両県には主管支店がない。2003年（平成15年）3月31日まで島根県八束郡玉湯町（現：松江市）に075島根主管支店があり、隠岐諸島を除く島根県全域を管轄していたが、075島根主管支店は071三次主管支店へ統合された。その後、鳥取県全域と島根県松江市、安来市、隠岐諸島は岡山県の074・076・077津山主管支店、その他の島根県は広島県の071・075三次主管支店の管轄になった。一時期、島根県松江市、安来市、隠岐諸島は広島県の071・075三次主管支店の管轄になっていたが、現在は岡山県の074・076・077津山主管支店の管轄に戻っている。
※ 一時期、福山市は072広島主管支店を経て071・075三次主管支店の管轄になっていたが、現在は070岡山主管支店の管轄に戻っている。
※ 一時期、尾道市・三原市・竹原市・大崎上島町は072広島主管支店の管轄になっていたが、現在は071・075三次主管支店の管轄に戻っている。
※以前は072広島主管支店の管轄のうち岩国市・和木町が073山口主管支店の管轄だった。
2024年4月より四国地域統括を中国地域統括に統合

#### 九州地域統括
- 089福岡（福岡市東区。福岡市全域、古賀市、糸島市、糟屋郡、長崎県壱岐市・対馬市を管轄。仕分けコードは89）
- 090久留米（久留米市。朝倉郡・朝倉市・うきは市・大川市・大野城市・大牟田市・小郡市・春日市・久留米市・太宰府市・筑後市・筑紫郡・筑紫野市・三井郡・三潴郡・みやま市・柳川市・八女郡・八女市を管轄。仕分けコードは90）
- 091北九州（北九州市小倉南区。飯塚市・遠賀郡・嘉穂郡・嘉麻市・北九州市全域・鞍手郡・田川郡・田川市・築上郡・中間市・直方市・福津市・豊前市・京都郡・宮若市・宗像市・行橋市、大分県中津市を管轄）
- 092佐賀（佐賀市。佐賀県全域、長崎県松浦市のうち福島町・鷹島町を管轄）
- 093長崎（大村市。長崎県南、県北、五島を管轄）
- 094熊本（益城町。熊本県全域、宮崎県西臼杵郡全域、東臼杵郡椎葉村を管轄）
- 095大分（大分市。中津市を除く大分県全域）
- 096宮崎（宮崎市。西臼杵郡、東臼杵郡椎葉村を除く宮崎県全域）
- 097鹿児島（姶良市。鹿児島県全域）

※2003年（平成15年）3月31日まで大分（日田市・中津市を除く）・宮崎・鹿児島の3県は九州ヤマト運輸という別会社の管内だった（本社：鹿児島県姶良郡姶良町〈現・姶良市〉）。同社も元々資本関係がなかった富士運送を1982年（昭和57年）に買収した（最後まで完全子会社ではなかった）上で商号変更したものである。当時は大分県のうち日田市は90（現89）福岡管轄だった。
※2018年4月1日に090福岡を089福岡に変更、一部の地域が090久留米（新設）と091北九州に移管した。
※一時期、中津市は095大分主管支店の管轄になっていたが、現在は091北九州主管支店の管轄に戻っている。
※一時期、西臼杵郡全域と東臼杵郡椎葉村は096宮崎主管支店の管轄になっていたが、現在は094熊本主管支店の管轄に戻っている。

#### 沖縄ヤマト運輸
- 098沖縄（糸満市。沖縄ヤマト運輸（株）が担当）

#### エキスプレス事業本部
- 2008年（平成20年）4月1日にヤマトグローバルエキスプレスに分割されたが、現在は簡易吸収合併を経て直営に戻っている
  - ただし、沖縄県は沖縄ヤマト運輸が従来通り担当する（担当店コード：098-080）。

### 4桁目以降事業所コード
000〜998までの間で、各事業所の個別のコードが符番される。
1桁目が0または1の場合
- 000地域統括・主管支店

（例・北海道地域統括：0BB-000、東北地域統括：0BB-100、東京主管支店：031-000 例外で札幌主管支店のみ000-010）
- 001主管支店　営業企画課→営業担当（名称変更）
- 002主管支店　安全推進課→安全・コンプライアンス担当（名称変更）
- 003主管支店　HR担当→人事・総務担当（名称変更）
- 004主管支店　事務管理センターまたは経理担当
- 005主管支店　サービスセンター→営業担当（品質）（名称変更）
- 006主管支店　コールセンター
- 008主管支店　センター経営推進課→オペレーション担当（名称変更）
- 991主管支店　人材育成課

※ 地域により主管支店に属さないコールセンター機能のみの事業所がある（例・南魚沼コールセンター）。
- 600法人営業支店（旧：特販営業所・物流システム支店・物流システム営業所）、（宮城法人営業支店は650、埼京法人営業支店は700。沖縄ヤマトは別番号）
- 770第二法人営業支店（旧：第二特販営業所。東京支社管下など大規模主管支店に多く存在するが必ず存在するものではない）
- 990・992ベース店（主管支店に紐づくベースもあるが、単独のベース店も存在する）
- 993ソリューション支店（法人営業支店と連携部署）
- 994ミドルマイルセンター
- 995ロジセンター（法人）
- 998法人支店
- ××9営業所（数店の営業所を管轄する。2009年〈平成21年〉4月1日にエリア支店より名称変更→2020年から営業所へ変更。）

1桁目が3の場合（2010年〈平成22年〉4月1日に宅急便部門と統合により廃止されたため、現在は使用されていない）
- 000メール便ベース店
- 990メール便ベース店 作業課
- ××9メール便支店（数店のメール便センターを管轄する。2009年〈平成21年〉4月1日にメール便エリアより名称変更）

## 取扱商品種別

### 宅急便関連商品（日本国内）
- 宅急便（発払い・着払い 複数口割引あり）
2005年（平成17年）発行の送り状（左に05の表示があり）より取扱店控え（2枚目の部分）で、依頼人・受取人の住所電話番号が目隠しされる仕様に変更された。2007年（平成19年）発行分が登場するまで裏側のカーボンがあったために裏側から判別できた。個人情報保護法施行の関係もあり、2007年（平成19年）版（左に07の表示があり）よりカーボンレスとなった（902番伝票を除く）。また、1994年（平成6年）版（左に94以降の表示あり）以降は、集荷または支店・営業所（宅急便センター）持ち込み専用の送り状が発行され、取扱店控え用紙のない送り状が新たに登場した。2017年（平成29年）発行分より、従来の指定時間に丸を付ける形から指定時間のチェックをなぞる形に変更となった。
- クール宅急便（冷蔵・冷凍、発払い・着払い）
- スキー宅急便（発払い）
- ゴルフ宅急便（発払い）
- 空港宅急便（発払い）
- スキー・ゴルフ・空港・宿泊施設往復宅急便（発払い）
- 機密文書リサイクルサービス（発払い 月極め契約のみ）
- 宅急便タイムサービス（発払い 一部地域取扱い不可）
- S-PAT9時便（発払い 一部地域のみ エキスプレスネットワークが販売主体で、配達はYGXが行う）
- パソコン宅急便（発払い・着払い）
専用の梱包箱（買い取り品）を用いる点以外は、基本的に一般の宅急便と同様。なお、梱包箱のみの購入も可能。
- 宅急便コレクトサービス［発払いの代金引換 月極め契約のみ 支払は現金・商品券・クレジットカード・デビットカード・電子マネー（nanaco・edy・WAON・交通系各種電子マネー〈Suica・ICOCA・TOICA・Kitaca・SUGOCA・PASMO・manaca・nimoca・はやかけん〉のみ）］
- オークション宅急便（発払い・代金引換）
- ヤマト便（発払い・着払い、2021年10月3日をもってサービス終了）
- らくらく家財宅急便（ヤマト運輸・ヤマトホームコンビニエンス）
- JITBOXチャーター便（ヤマトボックスチャーター）
- 美術便（発払い ヤマトロジスティクスが販売主体）
- 宅急便コンパクト（発払い・着払い）
2015年3月のクロネコメール便廃止の代替措置の一つとして導入。従来の宅急便の最小サイズであった60サイズよりも低価格で小型の荷物を送るサービス。専用の箱（有料）と送り状を使用。
- ネコポス（発払い 法人・個人事業主契約）
2015年3月のクロネコメール便廃止の代替措置の一つとして導入。定められた規格以内の小型の荷物の発送に利用可。郵便受けに投函。なお、個人でのネコポス利用は、ヤフオクやフリマサイトを利用する場合に限られる。

東京支社内では、コンビニエンスストアから出せる「ナイトサービス」「Todayサービス」や当日17時までに届く「宅急便ビジネス5・関東当日便」などのサービスがあった。東北支社内では、主要都市内宛に当日配送する「東北当日便」のサービスがあったが、これらのサービスは2011年3月11日に発生した東日本大震災の影響でサービス中止（「東北当日便」は後に廃止）されている。
また、東北支社内の一部エリア（北東北地域）では、関西地方（和歌山県全域と兵庫県の一部を除く）へ翌日に配達する「関西翌日便」のサービスも行われていたが、2023年5月31日をもって終了した。
ヤマト運輸のサイトには、発送元と発送先の郵便番号を入力することで荷物の着日を検索できる「宅急便料金・お届け予定日検索」という機能がある。しかし、集荷時刻によってはこの装置の検索結果通りの日には荷物が届かず1〜数日先になることがある。

### 宅急便関連商品（日本国外）
- 国際宅急便・国際パーセルサービス（発払いのみで日本から海外向け。同名商品でヤマトロジスティクスが販売主体のものがある〈なお、送り状発行ソフトB2も利用可能〉）
- UPSワールドワイド・エクスプレス・セイバー（発払い・着払い 月極め契約のみ ユーピーエス・ジャパンが販売主体）
- ヤマト・ザ・シーメール（発払い ヤマトロジスティクスが販売主体）
- 留学宅急便（発払い ヤマトロジスティクスが販売主体）
- 海外別送サービス（発払い ヤマトロジスティクスが販売主体）
- 国際宅急便（発払い・着払い ヤマトロジスティクスが販売主体であり、海外から日本宛）

### メール便関連商品
- クロネコDM便（発払い・法人契約のみ）

☆DM便以外2015年3月末で廃止。DM便はクロネコメール便廃止の代替措置として2015年4月より導入。

### クロネコヤマトのWebサービス
- 集荷受付
- パソコン宅急便集荷受付
- 再配達受付
- 宅急便送り状印字サービス
- 送り状発行システム「C2」

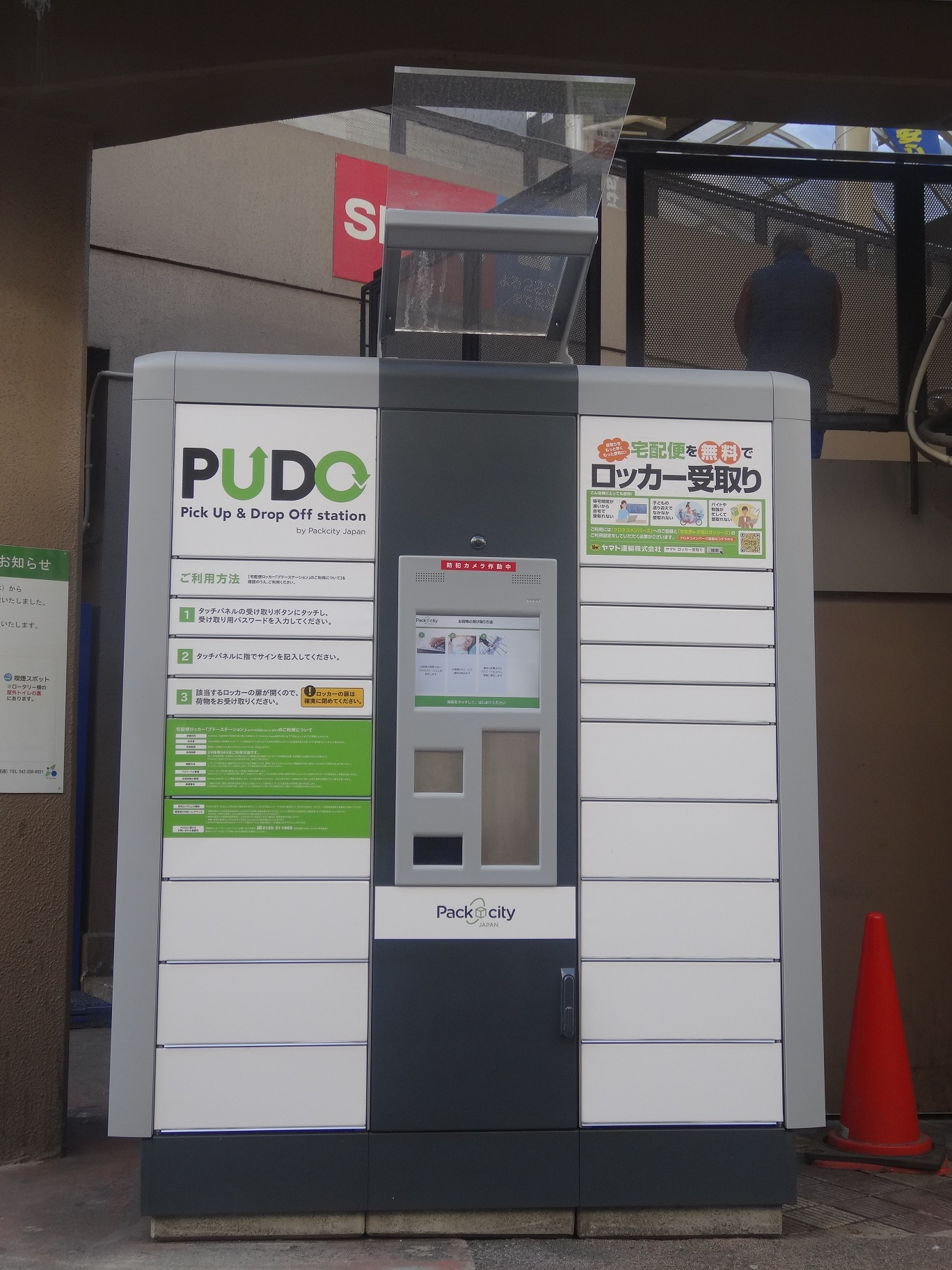
宅配ロッカー発送サービス

（取扱い商品 宅急便発払い・宅急便着払い・クール宅急便・往復宅急便・空港宅急便・スキー宅急便・ゴルフ宅急便）
- 宅配ロッカー発送サービス
- 宅急便店頭受取りサービス
- クロネコメンバーズ（ホームページや店頭に置いてあるネコピットで利用可能）
- クロネコマイページ（月極契約のみのサービス）
- Web請求書提供サービス（月極契約のみのサービス）
- クロネコBizステーション（法人一括精算のみのサービス）

### 宅急便e-お知らせシリーズ
- お届け予定eメール
- ご不在連絡eメール
- お届け完了eメール
- お届け予定eメールシリーズご案内の2次元コード付宅急便伝票も存在している。

### 引越関連商品（販売・運営はヤマトホームコンビニエンス→アートセッティングデリバリー）
- らくらく家財宅急便（宅急便と名が付いているが、宅配便ではなく引越商品扱い。旧小さな引越便）
- 引越らくらくパック
- 引越らくらくエコノミーパック
- 引越チャーター便
- 建替引越パック
- リフォーム引越の達人
- 高齢者ホーム入居サービス
- 単身引越サービス2M3BOX
- 海外引越（海外引越はヤマトロジスティックスが販売）
- 引越しユニット便S

※ヤマトホームコンビニエンスは、2025年1月1日に「アートセッティングデリバリー株式会社」に社名を変更し、アートグループ傘下となる。以下の商品はヤマト運輸が提供し、サービス提供を行う。
- らくらく家財宅急便（宅急便と名が付いているが、宅配便ではなく引越商品扱い。旧小さな引越便）
- 海外引越（海外引越はヤマトロジスティックスが販売・2021年4月1日をもって、ヤマトロジスティクスはヤマト運輸へ統合）

### その他の商品関連
- 包装資材
- 送り状発行ソフト「B2」

（取扱い商品 宅急便・クール宅急便・宅急便タイムサービス・宅急便コレクトサービス・国際宅急便・国際パーセルサービス・クロネコメール便・クロネコメール便速達サービス・クロネコメール便コレクト 月極め契約のみ）
- クロネコ@ファックス
- クロネコ探検隊
- インターネット美術館
- 鉄道利用運送事業（通運）

### 終了したサービス
- クロネコヤマトの特選市場
- 物販（販売元はヤマトホームコンビニエンス）
  - 上記サービスは、2021年8月31日をもって終了[35]。

## 伝票番号による商品種別
ヤマト運輸では、特殊な商品を伝票番号の上4桁によって商品別の識別をしている。なお、複数口用の伝票番号（5口までは1つの番号で管理できるが、3口以上の場合は副伝票と呼ばれる伝票番号の記載がない茶色の専用伝票が別途必要）や、1990年代までに発行された一部の古い伝票番号などは、3桁-4桁-4桁の11桁の伝票番号であり、これらについては一部例外も存在する（利用自体は、過去の形式であっても可能）。
基本的に0ないし9から始まる番号がクロネコメール便、1～3で始まる番号が宅急便だが、過去の送り状などに例外がある（1999年（平成11年）版の宅急便着払送り状は、9から始まる11桁となっているものがある）。
- 178x 送り状発行ソフト「B2」で発行された宅急便元払い
- 190x スキー・ゴルフ・空港・宿泊施設往復宅急便（往路）
- 191x スキー・ゴルフ・空港・宿泊施設往復宅急便（復路。下2桁が+12となる）
- 194x 送り状発行システム「C2」で発行された宅急便着払い
- 90xx〜94xx クロネコメール便（未収契約荷主用で色は黄色。グラム別に色が違うバーコードシールも存在する）
- 95xx クロネコメール便（一般現金払い用。両サイドが丸くなっている。色は白色の赤枠）
- 96xx クロネコメール便（取扱店荷受用。一つのバーコードシールに控え票もついていて、色は現金払い用と同じだが、両サイドが丸くなっていない）
- 97xx 送り状発行ソフト「B2」で発行されたクロネコメール便速達

## 電子マネーでの利用
2009年（平成21年）6月16日午前8時から全国の直営店で電子マネーEdyとnanacoの取り扱いが開始された（関東地区の一部店舗では2008年に先行導入）。ただし、一部商品の支払いができないほか、残額不足分の現金併用もできない。なお、チャージ（入金）は、ヤマト運輸の店舗やドライバーの携帯端末ではできない。WAONは、4か月遅れの10月21日から取り扱いが開始された。さらに、2010年（平成22年）6月17日からセールスドライバーの集荷でも電子マネー決済が可能となった。
2011年（平成23年）5月23日からJRグループの交通系電子マネー（Kitaca・Suica・TOICA・ICOCA・SUGOCA）の取り扱いが開始され、相互利用している交通系ICカードでも利用可能となった。さらに、2013年（平成25年）3月23日からは全国交通系電子マネーの相互利用開始に伴い、9種類の交通系電子マネーが全国の直営店およびドライバーの携帯端末で利用可能になった。
2014年（平成26年）5月12日よりヤマト運輸独自の電子マネー「クロネコメンバー割」が開始された。これはクロネコメンバーズ電子マネーカード（nanaco / 楽天Edy / WAONのいずれかが付随）に「クロネコメンバー割」分を別途チャージ して運賃支払いに充当した場合に10%割引 するというサービスである。また、大口顧客向けにチャージ最低額が高額な代わりに宅急便運賃が15%割引となる「クロネコメンバーズ割BIG」 も用意された。「クロネコメンバー割」分のチャージはヤマト運輸直営店かドライバーの携帯端末でのみ可能で、利用もヤマト運輸での支払いにのみ充当可能。2015年（平成27年）11月10日から着払いの利用も可能となる。なお、運賃以外のオプション料金（クール便追加料金など）には割引が適用されないほか、宅急便コレクト（代金引換）にも充当不可。2021年10月3日まで、サービスを行っていた「ヤマト便」の運送保険料には現金以外の決済を受け付けていなかった。

## QRコードでの利用
- 2021年（令和3年）4月1日より、全国の宅急便センターとセールスドライバーへの決済に、QRコード決済が可能になった。ただし、ヤマト便の保険料（現金のみ）と代金引換（コレクト）には、QRコード決済は出来ない。利用可能となるQRコード決済種別は、au PAY、d払い、LINE Pay、メルペイ、PayPay、楽天ペイとなる[38]。また、クロネコメンバー割や現金との併用もできない。
- 2022年（令和4年）9月12日より、ヤマト運輸独自のQRコード決済「にゃんPay」のサービスを開始した。ただし、「にゃんPay」を利用するには、銀行口座（極一部の金融機関は対象外）との紐付けが必要となる。「にゃんPay」で運賃を支払った場合は、運賃が12%割引となるが、他のQRコード決済同様、割引対象となるのは、宅急便発払いのみとなり、クール料金などの附帯料金や資材代は割引とならない[39]。

## 使用車両
主にトヨタ自動車が製造するクイックデリバリー（QD）200を主力として使用しているが、2016年で生産を終了している。
2tトラック（主にトヨタ・ダイナ、日産・アトラス、三菱ふそう・キャンター、いすゞ・エルフ）や1.5t未満のトラック（主にマツダ・ボンゴ、トヨタ・タウンエース、日野・デュトロ）、軽自動車（主に三菱・ミニキャブ、スズキ・エブリイ、ホンダ・アクティ、ダイハツ・ハイゼット）も投入している。
一部の豪雪地域にはトヨタ・ランドクルーザーも存在する。

### 車両番号
現在(令和7年現在)車番での管理を行っているのはヤマト運輸、沖縄ヤマト運輸のみとなる。ヤマトマルチチャーター、神戸ヤマト運輸、ヤマトボックスチャーター、連結子会社のナカノ商会は独自の車番管理を行っている為下記の車両番号には該当しない。
- A号車 メール便用の原付バイク、従業員送迎バス（通称：ネコバス）その他初代ウォークスルーバンなど。8人乗りに改造された教習用ウォークスルーバンやダブルキャブタイプの教習用パネルバンも含まれる。主に白ナンバー（自家使用）車両に用いられる。
- B号車 主に大型車（10t.7t.5t車などの大型車と特定中型貨物自動車）BはBigという説やベース所属なのでBなど諸説ある。現在は5t～10tまで通し番号だが、以前はB5000番台は増トン車やコンテナ支店所属のコンテナ車、一部増トンや形式の異なる10t車にはB9000番台などの区別があった。
- C号車 シャーシ。（被牽引車）長距離運行用のコンテナ車、および海上コンテナ車両用のシャーシなど。
- D号車 集配用2トントラック。Dはドライバンを意味し、荷台のコンテナは冷凍機が付かない通常のパネルバン、またはそこから派生した荷室全てクール室の冷凍車を指す。I号車と比べワイド、ロングの車両が採用される。
- E号車 中型4トン車両及び2020年から導入された小型EVトラック(ドイツ製のみ)。基本はベース店が運用するが、法人支店所属や北海道、工業団地や商業団地を管轄する一部の宅急便営業所に所属してる場合もある。
- F号車 フォークリフト。構内の荷物の積み下ろしなどに使われる。
- G号車 軽四輪自動車。冷凍機を積まない通常のライトバン車両。
- H号車 トラクター（トレーラーヘッド）フルトレーラーの牽引車は単車で運行可能だか、牽引機能を備えている為H号車に分類されている。
- I号車 集配用2トントラック。コンパクトなボディにクール機能付きのパネルバンで、主に日野・デュトロ、いすゞ・エルフなど様々なトラックが採用されている。
- J号車 集配用2トントラック。最大の特徴は全車オートマチックとなっており、ドライバーの疲労軽減を目的としている。
- K号車 軽四輪自動車。冷凍機を搭載している軽トラックベースか、冷凍庫を搭載したライトバンなど。主に関東地区でみられる。
- L号車 リース契約車両。ヤマトリース管理車両の他、さまざまな理由からリース契約となっている車両全般を指す。
- M号車 集配用2トントラック。Mはマルチバンの略で、冷凍庫と通常の荷室の両方を装備するパネルバンを採用する。
- N号車 初代・2代目クイックデリバリー（2トン）および集配用クール機能付き2トントラック。
- P号車 集配用2トントラック。他の車両よりも小排気量のエンジンを搭載し、環境性能やコストダウンを狙った採用だった。
- R号車 初代・3代目クイックデリバリー（2トン）。
- S号車 初代クイックデリバリー（1トン）および集配用クール機能付き2トントラック。
- T号車 主に1t以下のライトバン（一部2トン車あり）。Tは初期に採用されたトヨタ・タウンエースから取られており、ライトバンベースもしくはライトバン並みの低車高の集配車である。主にトヨタ・ハイエースや日産・バネットバン、バネットトラックが採用される。
- U号車 EV集配車両(デュトロZEV、eキャンターエルフEV等の国産車)、旧ヤマトロジスティクスが全車両通し番号で使用していたが、経営統合の際に旧社名と旧車番が新車番とヤマト運輸のシールで上貼りされた。
- V号車 集配用のリヤカー付き自転車
- W/R号車 2代目・3代目クイックデリバリー（2トン）
  - W号車については形は変わらないが投入地域により全長が500mm長いボディーもある。エンジン（LPGもある）やステッカーなどには様々であり、エンジンは当初は4Bを搭載していたが、後に長期規制に対応したN04Cに変更された。また、クール宅急便のステッカーも当初はN号車と同じステッカーだったが、後にデザイン変更（これはほかのトラックも同様である）され、しまいにはステッカーさえない（ウォークスルーに冷蔵・冷凍庫搭載が1トン仕様を除き標準装備となったためで、冷蔵・冷凍庫搭載のトラックには引き続き貼られている）。
  - 一部のD・M・W号車はハイブリッド機構を搭載しており、ハイブリッド車にはクール宅急便のステッカーを貼っていた位置にHybridと書かれている。
  - ヤマト運輸は当面、ハイブリッド車を順次投入し、N号車やR号車の置き換えを始めた。
- Y号車 主に幹部用の送迎車や連絡車、ヤマトホールディングスの秘書課所有の車両。見た目は通常の黒塗りのセダンからライトバンまで、一般的な乗用車が採用される。
- 無番号 繁盛期に使用するリース契約車両、レンタカー
- グループ会社統合等により車番が重複するのを防ぐ為に、旧社名と旧車番が新社名(ヤマト運輸)と新車番のシールで上貼りされた。U号車の欄にも記述あり。

車番が一杯になると新しいアルファベットがふられていく。例 W号車→R号車、M号車→I号車→S号車等
- 近年は環境対策として各メーカーの電気自動車、燃料電池自動車などの導入もみられ、自動車メーカーやインポーターからプロトタイプ車を借り入れて実用性の実証実験に協力することがある。
  - 2007年（平成19年）から2010年（平成22年）までトヨタ・FCHVを愛知県常滑市の中部国際空港周辺で、モニター運用を行った。
  - 2010年（平成22年）には三菱・ミニキャブMiEVバンのプロトタイプ車を東京都内で集配車としてモニター使用した。
  - 2011年（平成23年）度にプロトタイプ車の試用結果を基にミニキャブMiEVバン100台を発注、東京都内と京都市内に配置、運用している[40]。また安全指導車の一部に三菱・i-MiEVを導入している。
  - 2013年（平成25年）3月1日、トヨタ自動車、日野自動車と協力し、日野・デュトロをベースとしたプロトタイプEVトラックを東京都内で試験導入[41]。デュトロベースのEVトラックは2021年にもデュトロ Z EVを試験導入[42]、2022年のカタログモデル昇格後は500台の導入を予定している[43]。
  - 2017年（平成29年）10月20日より三菱ふそう製EVトラック、eキャンターを25台導入、関東の一部で運用開始[44]。2023年9月にはeキャンターの第3世代モデルを900台導入することを表明[45]。
  - 2019年（令和元年）にドイツのストリートスクーター社（de:Streetscooter）と宅配用のEVトラックを共同開発する契約を結ぶ[46]。2020年より首都圏を中心に500台を導入し、2030年までに約5000台を導入する計画であった[47]が、運用開始後すぐに生産が中止されたため、初回導入分の500台で配備は打ち切られた[48]。
  - 2020年（令和2年）いすゞ・エルフをベースとしたEVウォークスルーバンを藤沢市内でモニター使用[49][50]。
  - 2023年（令和5年）本田技研工業が開発中の軽商用EVの集配業務における実用性の検証実証実験に参加、 ホンダ・N-VAN e:プロトタイプ車を使用[51]。
  - 2023年5月17日より日野・プロフィアZ FCVによる燃料電池トラックの走行実証を羽田クロノゲート - 群馬ベースで開始[52]。
  - 2023年9月から三菱ふそうトラック・バス株式会社が開発した電気小型トラック「eCanter」新型モデルを約900台導入[53]。

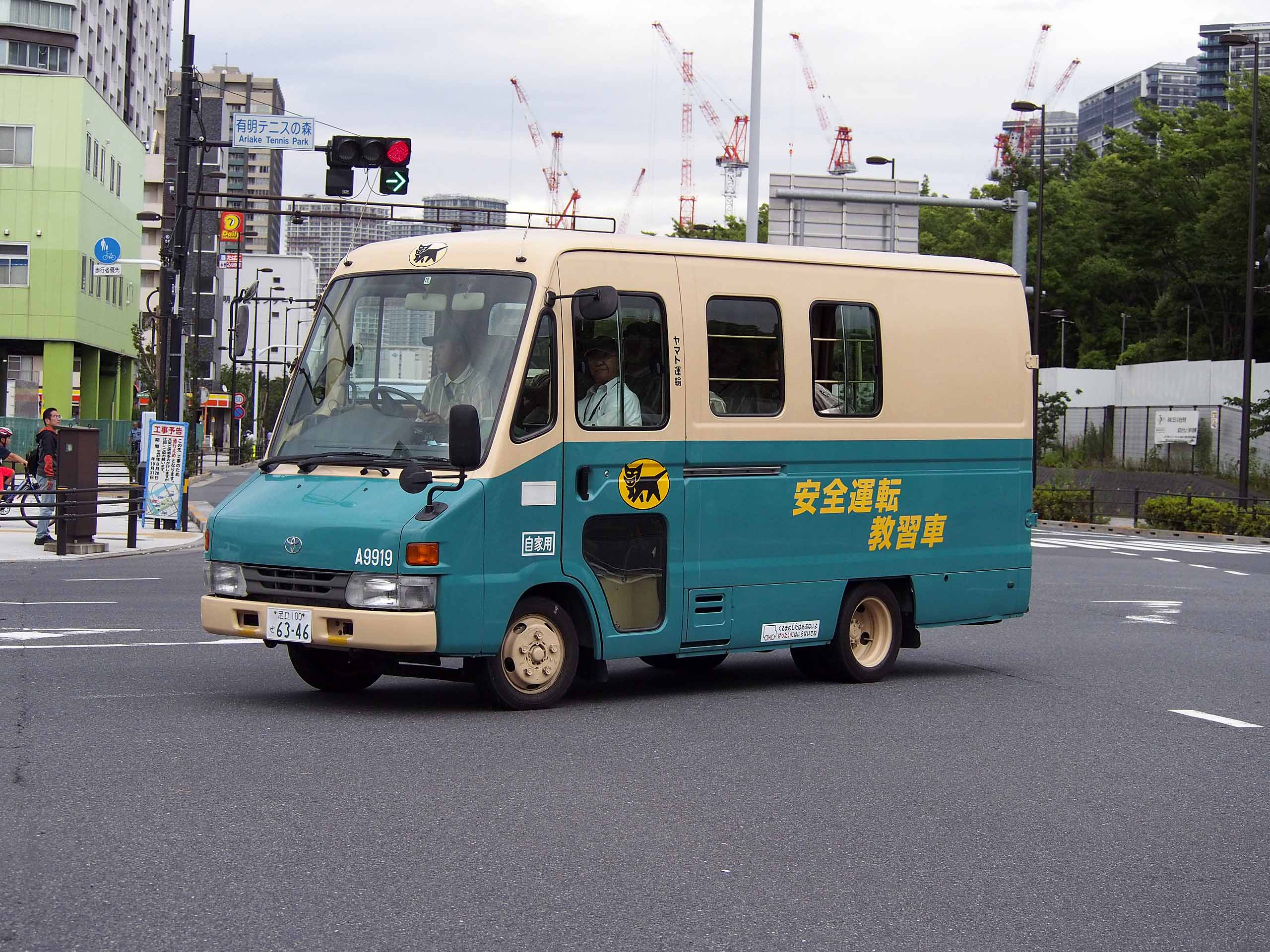
A号車 (安全運転教習車)
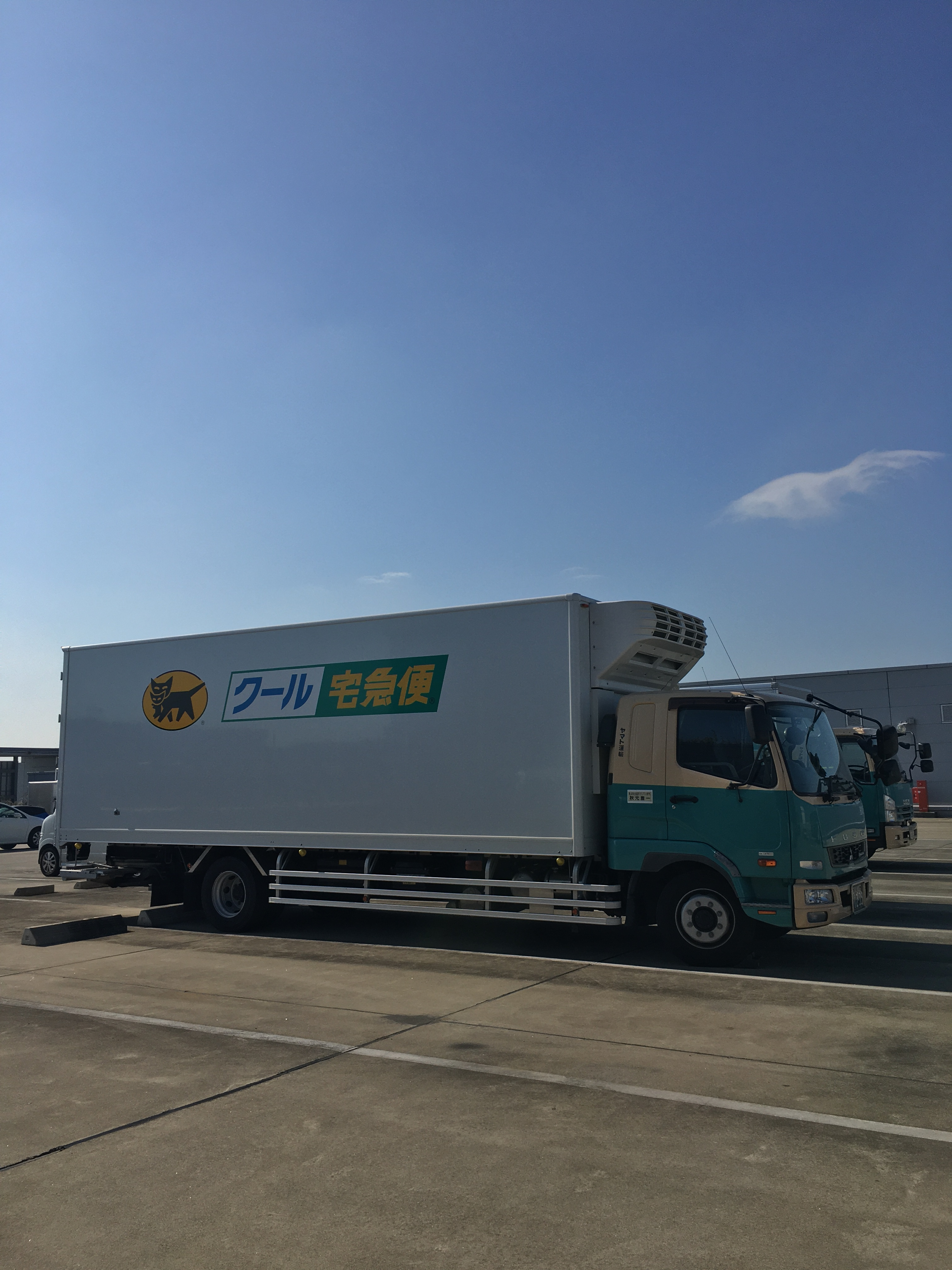
Ｂ号車(7t)クール車
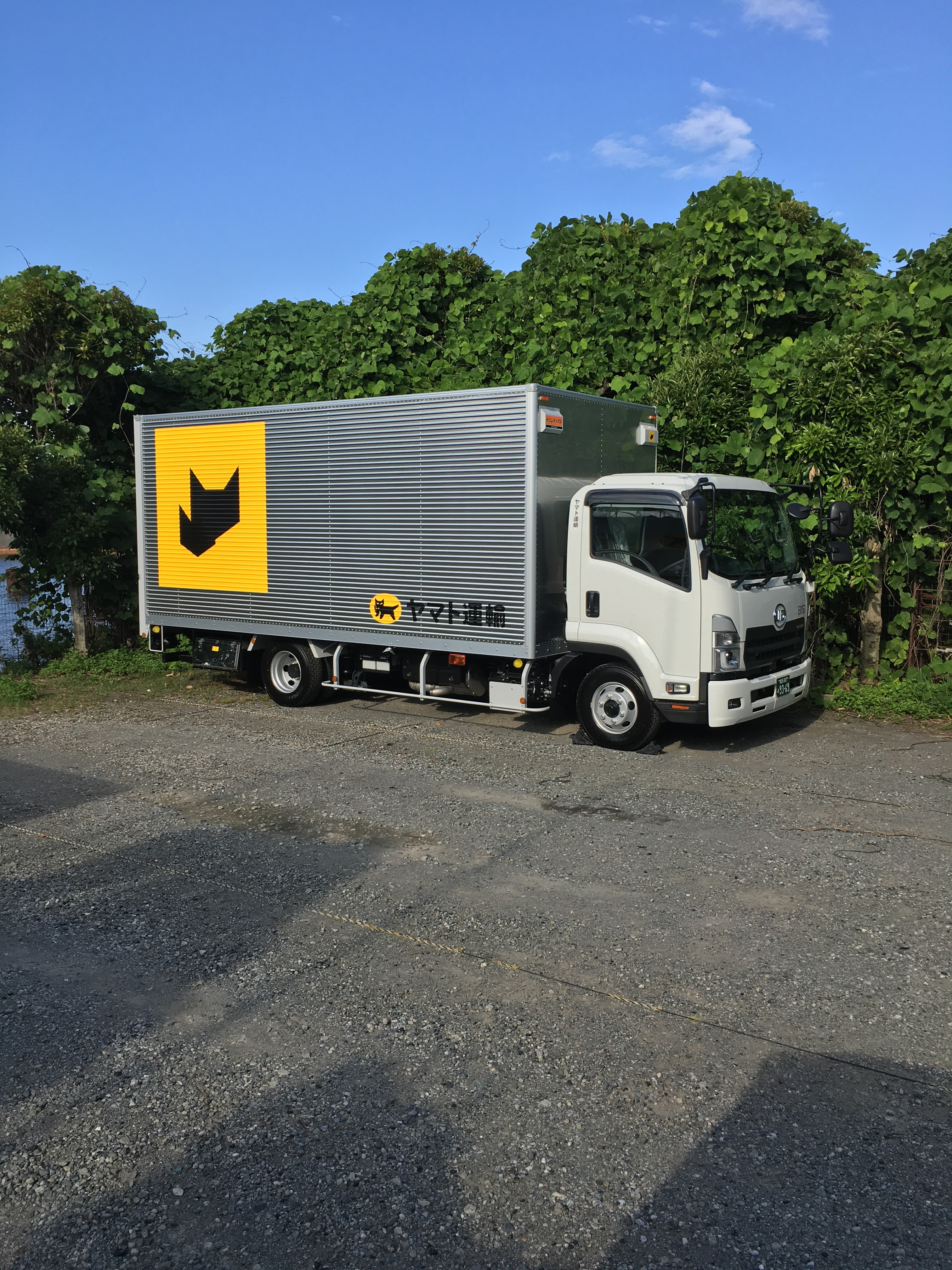
E号車(4t)
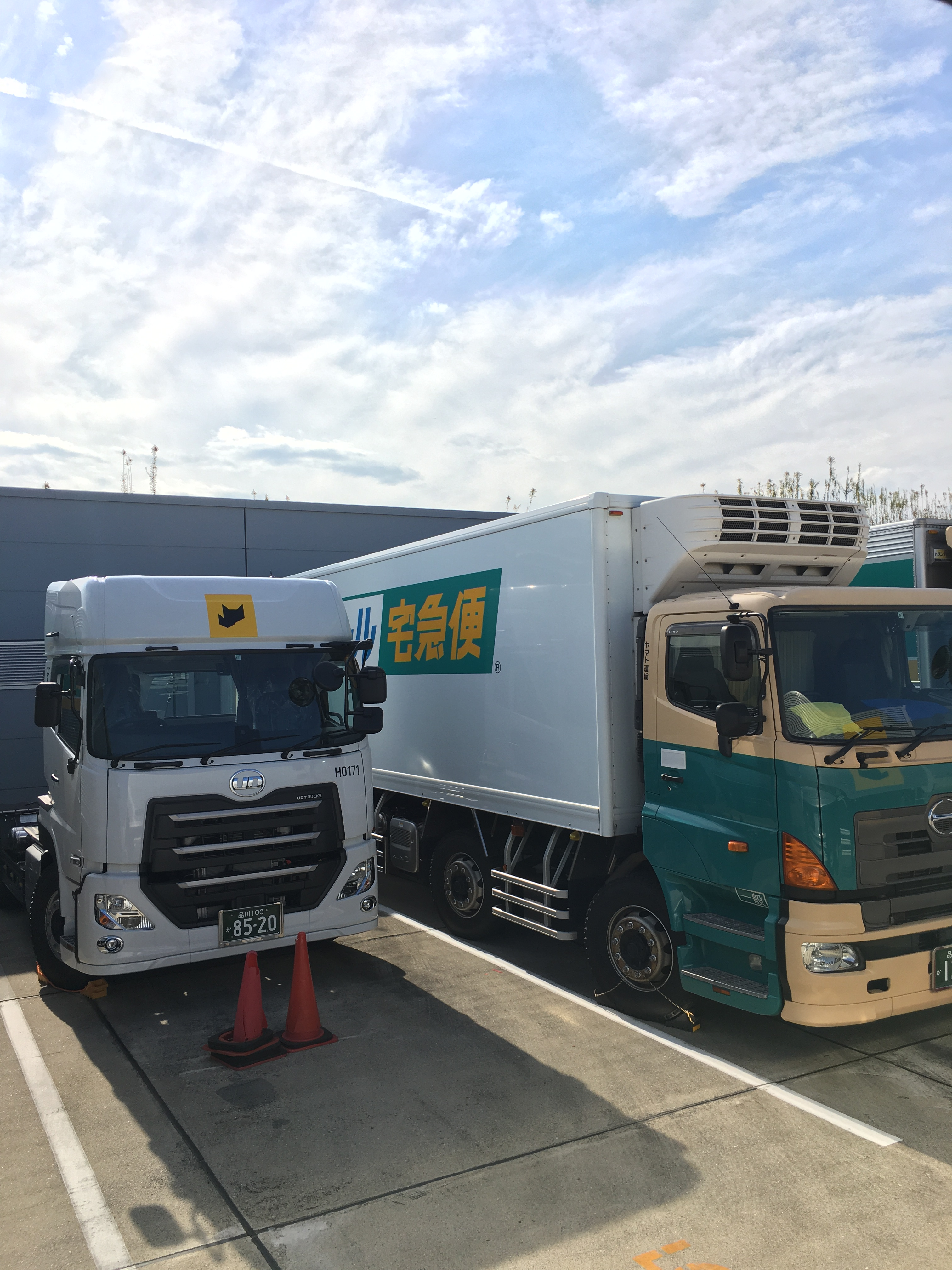
H号車(トレーラーヘッド)※写真ひだり
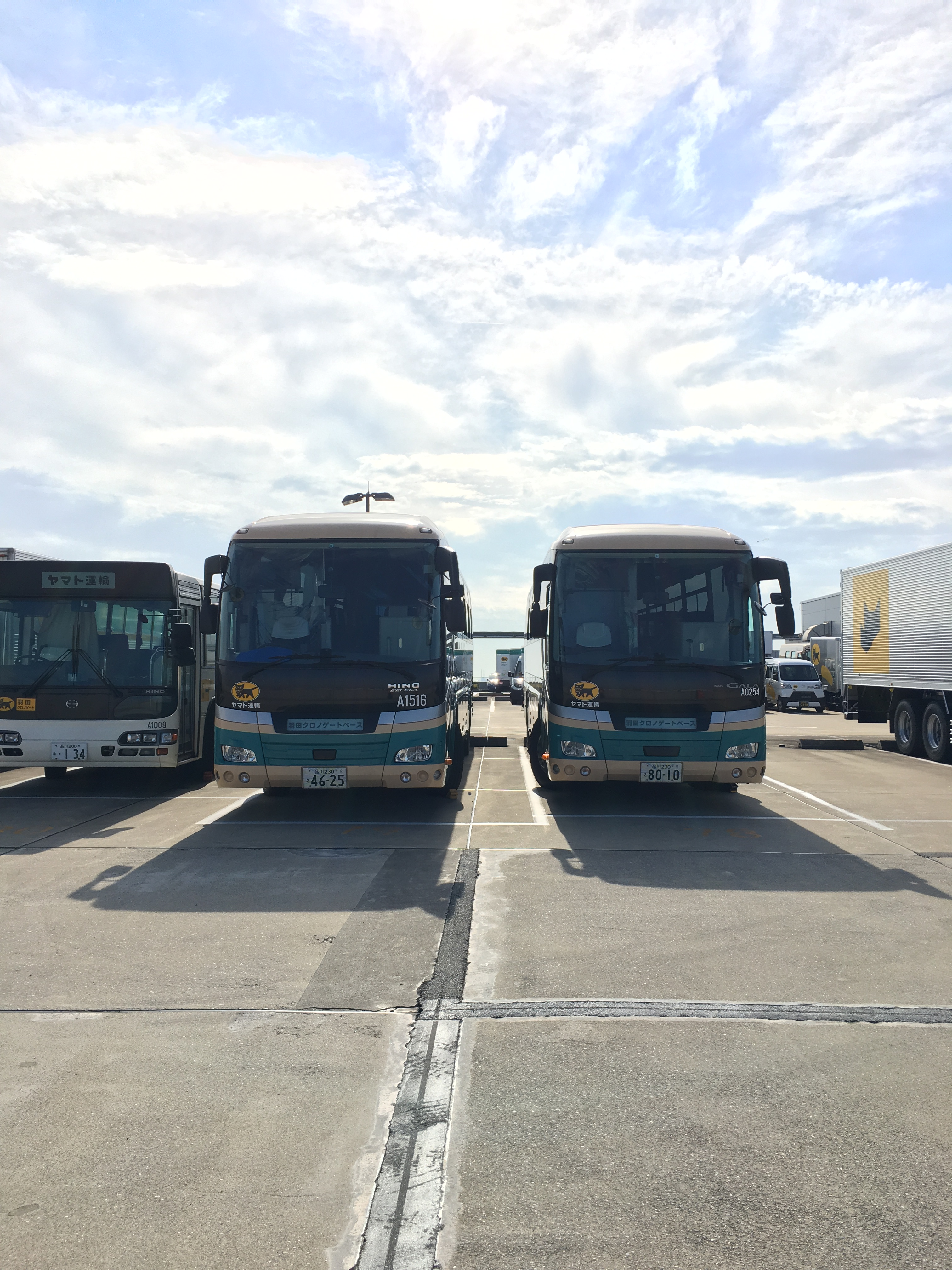
社員関係者送迎用バス A号車
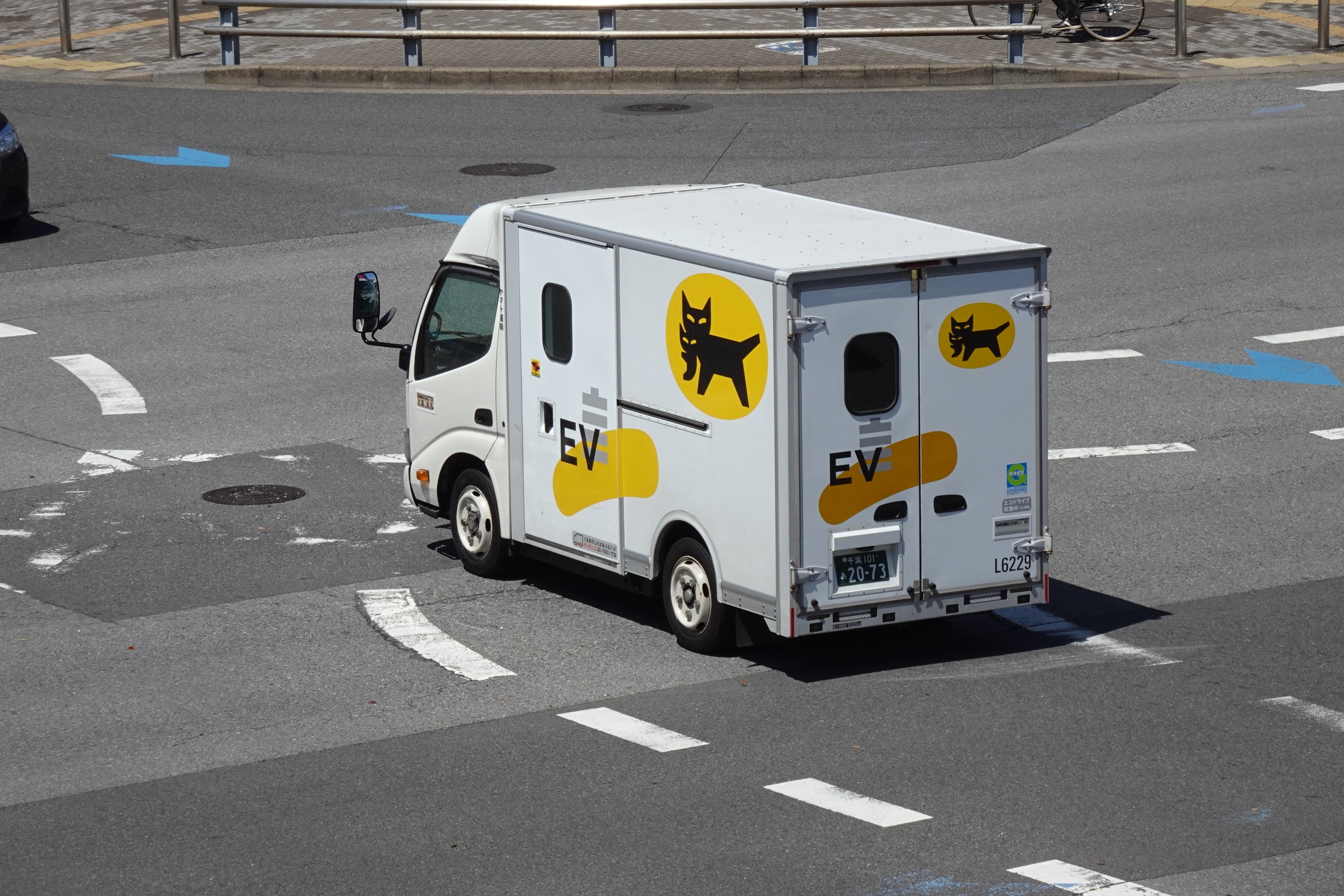
日野自動車の超低床・ウォークスルーの国産小型商用BEVトラック「日野デュトロ Z EV」

## 航空貨物輸送
2012年、国際貨物輸送において全日本空輸と提携し、沖縄国際物流ハブを運用してアジア方面への物流網を拡大させたが、運航委託したエアージャパンの外国人パイロット依存でコロナによる検疫対応が出身国による違いで運航に支障が出て沖縄国際物流ハブの貨物専用機運用は運休している。
2022年1月、日本国内の物流における2024年問題および近年、日本各地で発生する大雨や大雪、地震などによる物流網寸断リスクに対応するために、トラック、鉄道、船舶による長距離貨物輸送に加えて、2024年4月より貨物機による航空貨物輸送を日本航空と共同で開始する計画が明らかとなった。3月、芙蓉総合リースと導入する貨物機のリース契約を締結した。11月、航空貨物輸送の概要を公表、貨物機の運航及び運航管理はスプリング・ジャパンに、機体整備、空港地上支援作業は日本航空に委託されることとなった。

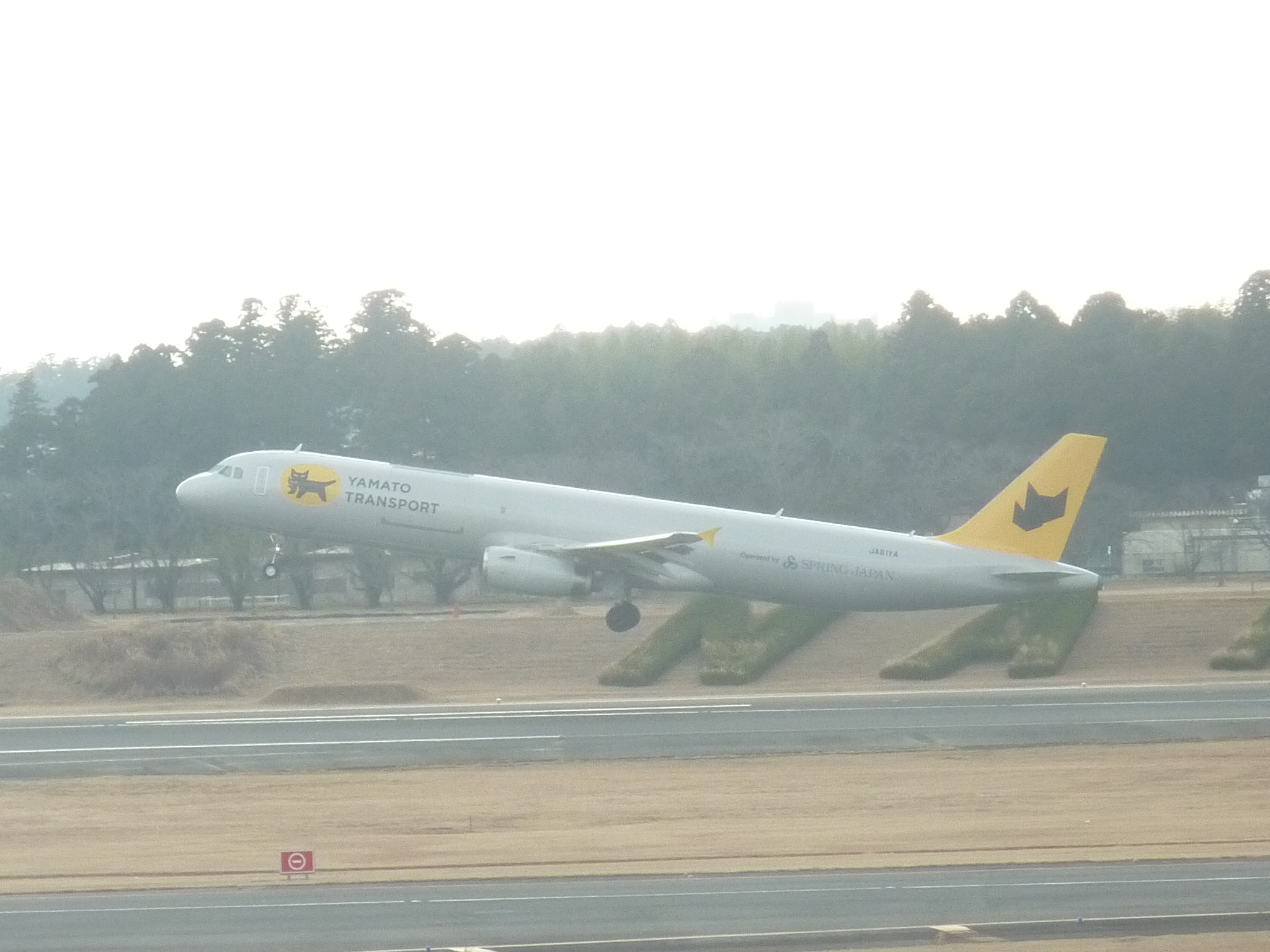
エアバスA321ceo P2F

カタール航空が運航していた、IAE製V2500エンジンを搭載、機齢が12年程度の中古機をシンガポールのSTエンジニアリング、ドイツのen:Elbe Flugzeugwerkeによって貨物機へ改修された
エアバスA321ceo P2F型機を3機を導入した。ヤマトHDは追加導入も検討している。
2023年6月、導入する貨物機の改修状況を公表し、11月から乗務員の飛行訓練が行わている。また7月、就航を予定している北九州空港がある北九州市と、物流連携協定を結んだ。
| 機種                 | 機体記号 | 機材受領日     | 備考                  |
| -------------------- | -------- | -------------- | --------------------- |
| エアバスA321-231 P2F | JA81YA   | 2023年11月06日 | 元カタール航空 A7-AIA |
| エアバスA321-231 P2F | JA82YA   | 2024年02月14日 | 元カタール航空 A7-AIC |
| エアバスA321-231 P2F | JA83YA   | 2024年04月     | 元カタール航空 A7-AID |

### 国内貨物路線
2024年4月11日運航開始
- 東京/成田 - 札幌/新千歳（1日2往復）
- 東京/成田 - 北九州（1日1往復）
- 東京/成田 → 那覇→北九州→東京/成田（三角運航、北九州経由は上記往復便とは別）

2024年8月1日以降東京/羽田発着深夜早朝便も運航開始予定
- 東京/羽田 - 新千歳（1日1往復）
- 東京/羽田 - 北九州（1日1往復）

## 他企業などとの関係

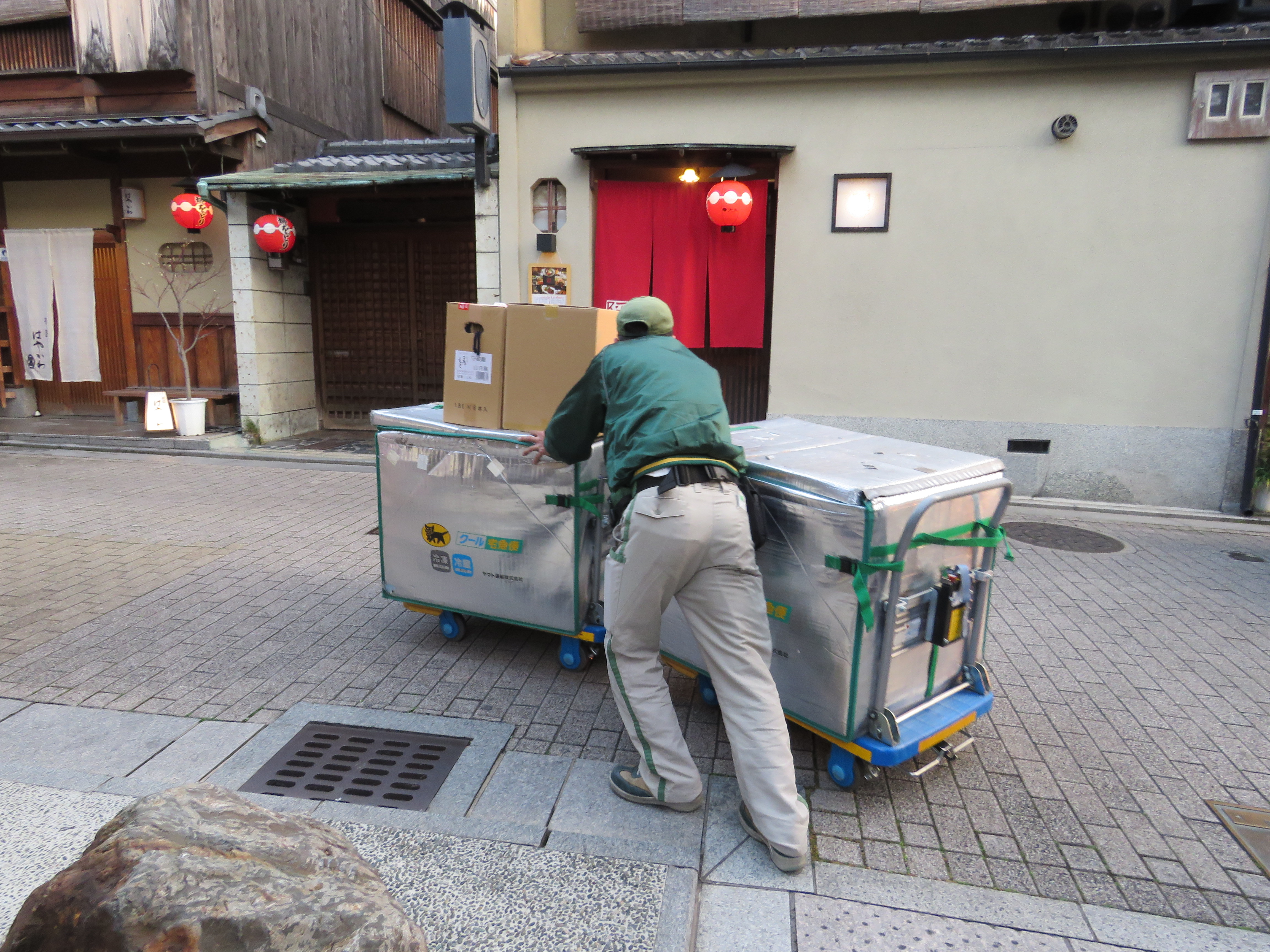
手押し車による配送の一例（京都市内）

- 髙島屋、伊勢丹や三越の店舗、東京ディズニーリゾート（ディズニーランド、ディズニーシー）に荷受所を出店している[注 13]。
- トヨタ自動車とは、宅配仕様バン型車「ハイエース・クイックデリバリー」を共同開発した縁から、関係が深い。市街地および近郊配送用（最大積載量4トン以下）および1BOXバンの80%以上は、トヨタ車である（宅配専用車両は主要幹線道路を走る必要が無いことなどから、ホイールベースを小さくし時速40キロ以下での走行に適したように造られている）。また、狭い路地向けに、手押し台車も見受けられる。このトヨタとの関係から、配達ドライバーに支給されている同者への連絡用並びに荷物配送状況を通知する携帯端末も、すべてau（KDDI、および沖縄セルラー電話の各ブランド）の携帯電話である[74][75]。
- Google日本語版で「ヤマト ************」（伝票番号）でGoogle検索すると、その番号の荷物の配送状況が表示される。
- Amazon.co.jpと連携し、「お急ぎ便」というAmazon.co.jpから商品の注文を受けた当日に、商品を届けるサービスに参加している。しかし、2017年4月7日に労働環境の悪化と長時間労働により、即日配達の撤廃を示した[76]。
- 伊藤忠商事が主体となり、ヤフー、ファミリーマート、ファミマ・ドット・コムの3社も参加して2010年3月3日よりサービス開始した「はこBOON」の配送業務を受託していたが[77]、2017年8月10日でサービスの提供を終了した。後継サービスとして、「ヤフオク!」と連携した落札品を輸送するサービス「ヤフネコ!パック」が2016年2月に開始されている[78]。
- サツドラホールディングス（子会社がドラッグストア「サツドラ」を展開）とパートナーシップ協定を2023年7月に締結している[79]。それ以前からも両社は効率的な物流を構築する上で連携しており、宅配便荷物のサツドラ店舗での受取サービスや宅配集配車両を使用した移動販売車の運行、北海道内のヤマト運輸営業所内（買い物困難地域など一部地域）へサツドラサテライト店舗の設置等を行っている[79]。

### ヤマトによる他社宅配便の一括配送
一部の地域でヤマトが他社の宅配便荷物を一括して集配している例がある。当初は都市圏において大型オフィスビルや商業施設においていわゆるビル館内物流として行っていたが、下記の通り地域を館内物流のようにして一括配送を行っている。
- 東京では東京ガーデンテラスや東京ミッドタウン日比谷・渋谷ヒカリエなどの大型施設の他、東京駅内の改札内外を含めて集配や荷受けなどを行っている。また、直近では新設の九段会館テラスやマンションとしては、勝どきザ・タワーなどがある。その他全国で、イオンモールやららぽーとなどの商業施設や長崎ではハウステンボスで行っている。また、2014年6月から、超高層オフィスビル「虎ノ門ヒルズ」テナントあての他社（佐川急便、日本郵便「ゆうパック」）荷物を、ヤマトが一括して配達している。同様の他社荷物の配達を多摩ニュータウンでも実施している[80]。
- 2020年4月16日から、上高地地域あての佐川急便の荷物を佐川急便松本営業所（塩尻市）からヤマト運輸松本今井センター（現：松本今井営業所（松本今井））（松本市）へ輸送し、ヤマトの配送車に積載した上でヤマトのドライバーが佐川の荷物を配達する。逆に上高地から佐川急便へ集荷を依頼した荷物は、ヤマト運輸松本今井センターが集荷を担当して、佐川松本営業所の担当者がヤマト松本今井センターに取りに出向いて荷物を発送する共同配送が実施されている[81]。
  - なお、後述する2020年11月9日からの宅急便の安曇地域へのアルピコ交通路線バスへの混載輸送が開始されたため、佐川の荷物については塩尻からの単独集配に戻った可能性がある。

### 他の交通機関を利用した輸送

#### 鉄道輸送

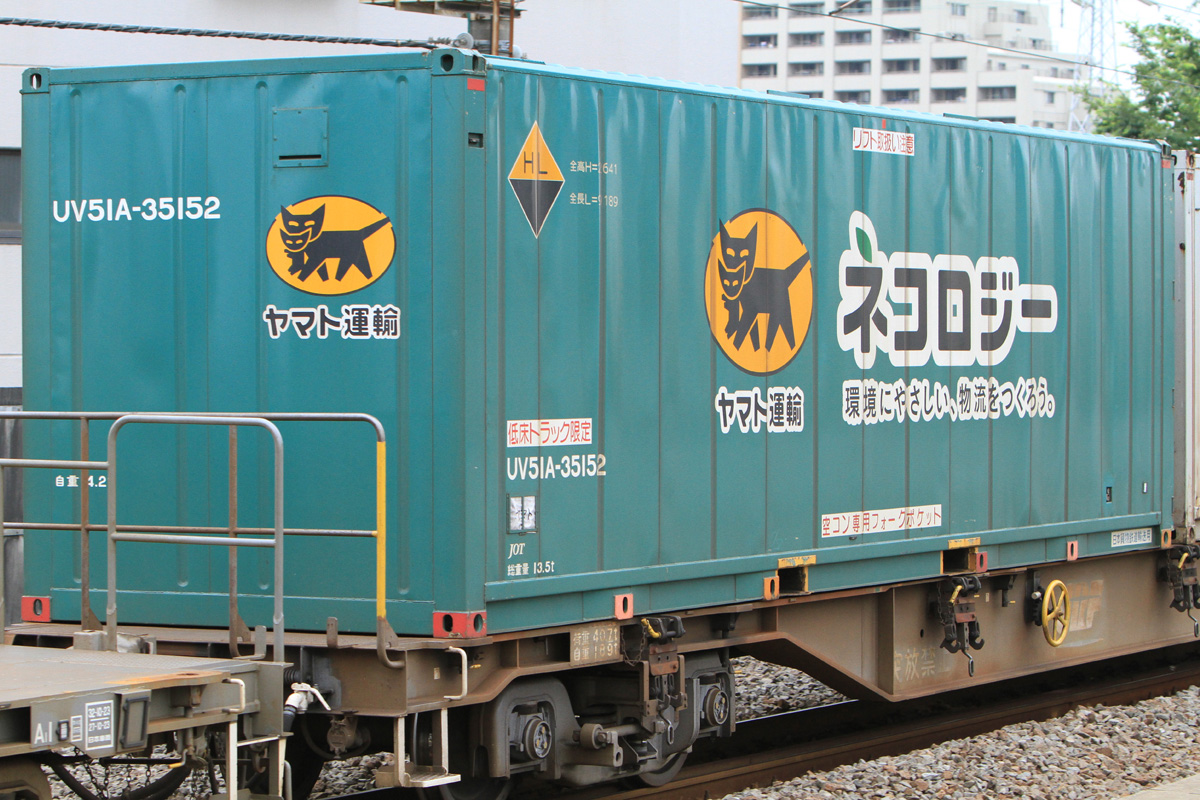
ヤマト運輸が保有する鉄道コンテナの一例

従来から行っている自社保有コンテナのJR貨物のコンテナ列車による輸送のほか、一部地域で私鉄や第三セクター鉄道の旅客列車を利用した輸送を行っている。
- JR貨物の鉄道貨物輸送も利用している。
  - なお、通運事業（貨物駅⇔荷主間の鉄道コンテナ輸送）も行っているため、JR貨物との関係も深い。
- 京都市嵐山では京福電鉄（嵐電）の路面電車（客貨混載輸送）と電動自転車を併用した方法で配達が行われている。1日1運行貸切で嵐山地区周辺の配達に対応[82]。
- 和歌山市神前では2018年2月16日から和歌山電鐵貴志川線の電車（客貨混載輸送）と電動自転車を併用した方法で配達が行われている。1日1運行貸切で神前地区周辺の配達に対応[83][84]。
- 郡上市美並町では2018年2月21日から長良川鉄道越美南線の気動車（客貨混載輸送）と配送トラックを併用した方法で配達が行われている。1日1運行貸切で美並町周辺の配達に対応[85][86]。

#### 路線バス輸送
一部の地域で、路線バスを利用した輸送を行っている。主な輸送区間は以下の通り。
- 名士バス・士別軌道・十勝バス
  - 2016年9月27日から上記3社の路線バスによる宅急便輸送を開始した[89]。輸送区間は、名士バスが名寄 - 美深間と名寄 - 下川間、士別軌道が士別 - 朝日間、十勝バスが足寄 - 陸別間。
- 沿岸バス
  - 2017年9月1日から豊富留萌線による宅急便輸送を開始した。輸送区間は、天塩 - 豊富駅間[90]。
- くしろバス
  - 2018年7月30日から白糠線による客貨混載事業を開始した。釧路市星が浦から白糠郡白糠町、釧路市音別町向けの荷物を輸送する[91]。
- 岩手県交通
  - 北上市 - 西和賀町湯田間
- 岩手県北自動車（岩手県北バス）
  - 2015年6月3日から106急行バスと宮古 - 重茂間の路線バスによる貨客混載輸送を開始した。主に岩手県宮古市重茂半島向けの宅急便を輸送している[92][93]。106急行バスでこの輸送を行う便に使用される車両は後部を荷物室に改造した専用車で、「ヒトものバス」という愛称が付けられている。荷物室を備えたバス車両を使用してのバスでの宅急便輸送は全国初[88]。
- 関越交通
  - 2018年10月16日から沼田駅 - 鎌田営業所間の路線バスによる宅急便輸送を開始した。輸送区間はヤマト運輸沼田支店（現：沼田営業所） - 鎌田営業所間[94]。宅急便の積載は経路の途中に所在するヤマト運輸沼田支店に立ち寄った上で積載を行う。
- 国際興業バス
  - 2020年2月25日から飯能駅 - 湯の沢の路線バスによる宅急便輸送を開始した。輸送区間は飯能駅 - 湯の沢間[95]。
- 長電バス
  - 2017年10月1日から長野 - 飯綱間の路線バスによる宅急便輸送を開始した[96]。
- 千曲バス
  - 2018年10月1日から下秋和車庫 - 青木間の路線バスによる宅急便輸送を開始した[97]
- アルピコ交通
  - 2020年11月9日から松本 - 新島々 - 上高地線による宅急便輸送を開始した。輸送区間は新島々バスターミナル - 奈川渡ダム間[98]。なお、2020年4月16日からヤマトが末端の配送や集荷を請け負う形で行われている上高地方面の佐川急便の荷物[81] の扱いは不明。
- 福井鉄道
  - 2018年8月8日から池田線によるによる宅急便輸送を開始した。輸送区間は越前武生 - 稲荷間[99]。
- とよたおいでんバス（オーワ）
  - 2018年1月26日から足助 - 稲武間の路線バスによる宅急便輸送を開始した[100]。
- 全但バス
  - 2017年6月22日から江原 - 神鍋高原間の路線バスによる宅急便輸送を開始した[101]。この輸送を行う便に使用される車両は中扉付近の座席を撤去した専用車である。
- 有田鉄道
  - 2017年10月20日から藤並 - 清水間の路線バスによる宅急便輸送を開始した[102]。
- 四国交通
  - 2017年11月1日から西井川 - 西祖谷・東祖谷間の路線バスによる宅急便輸送を開始した[103]。この輸送を行う便に使用される車両は中扉付近の座席を撤去した専用車で、「つながる未来バス」という愛称が付けられている。
- 産交バス
  - 2016年10月3日から人吉 - 五木間の路線バスによる宅急便輸送を開始した[104]。この輸送を行う便に使用される車両は中扉付近の座席を撤去した専用車で、「くらしハコぶバス」という愛称が付けられている。
- 大分交通
  - 2018年4月18日から初の観光支援型宅急便輸送をエアライナーの大分空港発便で開始した。輸送には車両床下のトランクを活用する[105][106]。
- 宮崎交通
  - 2015年10月1日から西都バスセンター - 村所間の路線バスによる宅急便輸送を開始した[107][108]。2016年6月1日からは延岡 - 高千穂間ならびに諸塚 - 日向間でも輸送を開始した。この3路線で輸送を行う便に使用される車両は中扉付近の座席を撤去した専用車で、「ヒト・ものハコぶエコロジーバス」の愛称が付けられている[109][110]。また、2017年1月16日からは、西都バスセンター - 村所間で、全国初となる保冷用荷物室を備えたバスでのクール宅急便輸送を開始した他[111]、2018年2月20日からは日本郵便も参画し、ヤマト運輸・日本郵便の共同で宅急便と郵便物の共同積載輸送を開始した。ヤマト運輸と日本郵便の共同積載輸送は初となる[112][113][114]。
- 西米良村営バス
  - 2020年3月23日からヤマト運輸・佐川急便・日本郵便・日本工営の4社共同で、小川線で開始した。ヤマト運輸と佐川急便との共同客貨混載輸送並びに白ナンバーによるコミュニティバスによる客貨混載は初となる。「カリコボーズのホイホイ便」の事業名称がつけられている[115]。
- 西東京バス
  - 2020年12月1日から東京都あきる野市（武蔵五日市駅）と檜原村を結ぶ路線バスによる宅急便輸送を開始した。輸送区間は西小中野 - 数馬間[116]。

#### 海上輸送
伊豆・小笠原諸島向けの宅急便は、1996年（平成8年）のサービス開始以来、東海汽船・小笠原海運と提携し、両社の大型客船を使って輸送している。伊豆・小笠原諸島へ到着する宅急便は、東京都品川区の副都心ベース店で到着仕訳後、東海汽船のコンテナに積み替えられ、東海汽船の関連会社「永井」と、小笠原海運の関連会社「恵興」のトラックで竹芝桟橋へ送られる。逆に、伊豆・小笠原から本土へ発送される荷物は客船便の到着後、速やかに副都心ベースへ届けられる。
クール宅急便は、ヤマト運輸のクールボックスを東海汽船のコンテナにそのまま積み込む。このため、2019年までは宅急便センターのある大島・八丈島以外の島々は対象外となっていた。2023年現在も、利島・御蔵島・青ヶ島・小笠原諸島はクール宅急便のサービス対象から外れている。

## 不祥事

### サービス残業による賃金未払い問題
2007年（平成19年）9月以降、従業員に対しサービス残業を命じ賃金を支払っていない事例が複数発覚している。
また、通販需要が過多によるサービス残業もあり、2017年度3月期決算には最終利益見通しが340億円黒字から190億円へと大幅な下方修正をした。

#### 関西支社への是正勧告
2007年9月23日、大阪南労働基準監督署がヤマト運輸関西支社に対し、労働基準法違反容疑で是正勧告を行っていたことが発覚した。
2007年7月、大阪労働基準監督署が集配センターを立ち入り調査し、従業員の携帯端末に記録された労働時間と、給与計算に使用する勤怠記録に記載された労働時間に差異があることを発見した。さらに、従業員らへの事情聴取により、携帯端末に記録されていない時間であっても従業員らが勤務し、その時間分の給与が未払いであることを確認した。同年7月、大阪労働基準監督署は関西支社に対し、未払い賃金の支払い、および、管理体制を是正する改善報告書の提出を勧告した。
ヤマト運輸広報課は「一部の集配所でタイムスケジュール通りに勤務をしなかったのが原因で、会社として指示していない」などとコメントしていたが、勧告内容を認め「未払い賃金は支払う」としている。
2007年10月31日、ヤマト運輸関西支社は大阪南労働基準監督署に改善報告書を提出した。しかし、改善策に具体性を欠きサービス残業に対する未払い賃金の総額も未記載だったため、大阪南労働基準監督署は改善報告書を受理せず、ヤマト運輸関西支社に再提出を命じた。
2019年5月21日、宅配ドライバーをしている50代の男性社員が、長時間の時間外労働をしたのに残業代が一部しか支払われていないとして、同社に未払い分など計約360万円を求める訴えを21日、大阪地裁に起こした。

#### 豊中の集配センターへの是正勧告
2007年9月29日、淀川労働基準監督署が大阪府豊中市に所在するヤマト運輸の集配センターに対し、労働基準法違反容疑で是正勧告を行っていたことが発覚した。
2007年7月、淀川労働基準監督署が調査したところ、勤務時間を記録する携帯端末の起動前や終了後に、従業員に荷物の積み込みや伝票整理を行わせていたことが判明した。淀川労働基準監督署は労働基準法違反と認定し、同月、集配センターに対し是正勧告を行った。なお、淀川労働基準監督署は、携帯端末の記録と給与計算時の出退勤時刻が異なっており「労働時間が短くなるよう改ざんされた疑いのあるケースを、同センターでも確認している」としている。

#### エリア支店長への是正勧告（徳島にて）
2007年9月29日、徳島労働基準監督署はヤマト運輸のエリア支店の支店長に対し、労働基準法違反容疑で是正勧告を行っていたことが発覚した。8月、徳島県徳島市のヤマト運輸集配センターに勤務するドライバーが、サービス残業を行っており、それに加えて、休憩していないにもかかわらず休憩時間を消化したとの虚偽記録をコンピュータ入力されていたと認定し、これらの行為は違法であるとし、同月中に支店長への是正勧告を行った。

#### 徳島以外での労基署未調査の事例
ヤマト運輸では、ドライバーらが持つ「ポータブルポス」（Portable POS Terminal。略して「PP」と呼ばれる）と呼ばれる携帯端末により、労働時間を記録しているとされている。
しかし、読売新聞の調査によると「センター長らが毎月、主管支店に来て、パソコンで部下の出勤・退勤時刻を改ざんしていた」（埼玉県）、「PPを起動させず、一日中仕分け作業をしたこともあった」（神奈川県）、「午前6時台にPPを起動させても、コンピューターには午前7時と記録された」（長野県）、「センター長が赤ペンで書き換えた記録を主管支店幹部が入力していた」（滋賀県）といった従業員らの証言があった。携帯端末の記録どおりに賃金を支払っていない事例が、全国的に発生しているとみられている。しかし、これらの証言に対し、ヤマト運輸は「これまでの（社内）調査では、事実は認められないが、さらに調査を継続する」とコメントしている。
東京都、埼玉県、長野県の一部支店では、端末終了時の操作画面は「勤務交番通」から「はい」を選択すると勤務交番作成時の休憩時間（通常1時間）、「いいえ」を選択すると任意の休憩時間（10分単位で入力可能）となっている。「はい」を選択すると自動的に1時間休憩したと記録される。1時間未満の休憩であっても「はい」を選択していたため、労働時間分の賃金が未払いになると指摘されていた（ドライバーが休憩未取得時の操作方法を知らなかったことが原因）。
大阪府の支店、および、兵庫の一部支店では、ドライバーが操作しなくても、毎日自動的に休憩時間が「1時間」と記録される問題が発覚している。

#### 未払い残業代などを求め訴訟（滋賀にて）
同社の滋賀県大津市内の宅配員が、2005年（平成17年）10月以降、未払いの残業代の他、説明が無いまま給与から違法に控除をされていたとして、2009年（平成21年）6月10日に、これらの支払を求め、大津地裁に訴訟を起こした。

### クール宅急便に関する不祥事
西大阪主管支店が、2011年12月29日から30日にかけて扱った冷蔵扱いの荷物について、一般の荷物と共に常温で輸送していたことが、翌2012年1月になって判明した。また、他にも別に、冷凍扱いのおせち料理を含めた荷物も、常温輸送していた疑いが持たれている。同社は、当時、各地で寒波の影響による交通渋滞が発生し、その影響で冷蔵設備を持つ車両の手配が思うようにできなかったことを理由としているが、今後実態調査を実施するとしている。
2013年6月には、大手スーパーマーケットが温度測定機器を荷物に仕込み、覆面調査した結果、温度が大きく上昇する時間があったことが発覚。ヤマト運輸に改善を求めた。
2013年10月には、都内複数の営業所で「クール宅急便」として預かった荷物を、保冷用コンテナを開けっ放しの状態で放置し、常温で仕分けていることが、同社関係者が撮影した映像でリークされ発覚した。また同関係者は8月に、荷物に温度測定機器を取り付けて実態を調査し、冷蔵扱いの荷物が一時27度に達する状態に晒されていたことも報告している。一連の朝日新聞の報道に対し、同社は記事内容を全面的に認め謝罪。同日の聞き取り調査では、全国の約5%程度の事業所（約200箇所）で、同じことが行われていることがわかった。記者会見では、同じ保冷用コンテナの荷物は5分以内に仕分けるという規則に対し「無理があるのではないか」という質疑があり、森日出男常務執行役は「可能だと思う」と答えつつ、ルール変更の検討を示唆した。
2018年12月には、福岡県の食品製造会社・久松から預った1268個のおせち料理を冷凍保存していた、埼玉県内の配送拠点から北海道に運ぶ際、トラックの温度設定を冷凍を冷蔵と誤り、商品が解凍してしまい配達を断念する事件を起こした。久松は、冷凍商品であることが分かるように印を付けていた。届けられなかったのは、1万5800円（税込み）の「博多」982個と1万1500円（同）の「舞鶴」286個。12月30日に配送先に届けられる予定だった。

### その他の不祥事
- 配達員が多数のメール便・ダイレクトメールなどを配達せずに自宅に保管したり、廃棄したりする事例が複数発生している[131][132][133][134][135][136][137][138]。
- 2008年（平成20年）2月、当時あった労働者派遣業者「グッドウィル」が派遣労働者宛に発送した信書を、ヤマト運輸が違法に配達していたことが発覚した[139]。2007年（平成19年）7月以降、グッドウィルが派遣労働者（約80万人）に宛てた信書を、ヤマト運輸は「メール便」と偽って発送したとされる。総務省は「書類内容は明らかに（受取人を特定した）一般信書」[139] との見解を示しており、郵便法違反容疑での業務改善指導を発令するとしている。
- 1988年（昭和63年）から20年以上にわたって、ヤマト便に関わる運送保険を保険募集資格がない一般の取扱店やコンビニエンスストアに販売させていた。また、直営拠点やセールスドライバーにおいても重要事項説明書の交付を行っていなかった。これらのこと（保険業法第300条第1項第1号および第307条第1項第3号違反）から、2010年（平成22年）1月15日から1週間、運送保険の募集停止の行政処分が科された（2009年〈平成21年〉12月28日）。また、この件ではヤマト運輸が所属する朝日火災海上保険も業務改善命令を受けている[140][141]。
- 2009年プロ野球フレッシュオールスター大会に出場した湘南（現：横浜DeNA）の田中健二朗、松本啓二朗、北篤の3選手はヤマト運輸横浜主管支店の不手際でユニフォームをはじめとした野球用具が会場の札幌ドームに届かないというハプニングが起こり、3選手は急遽同ドームを本拠地とする日本ハムの練習用ユニフォームを借り、グラブやスパイクもドーム内にあったものを借りてプレーした。このうち松本は優秀選手賞を受賞したが、お立ち台でのインタビューの際には関係者を通じて、スタンドのファンからユニフォームや帽子を借りてお立ち台に立った。
- 2012年1月中旬に宮城野医療から川崎市の物流センターまで運送するよう依頼された3箱に入った医療機器127個分を運送中に損傷した上で無断で廃棄したとして、神戸市中央区の医療機器卸「宮野医療器」が運送業者のヤマト運輸（東京都）に約1500万円の損害賠償を求めた訴訟の判決で、神戸地裁は31日、ヤマト運輸に約1350万円を支払うよう命じた[142]。
- 2013年8月15日に愛知主管支店から大阪府内に発送された宅急便75個とメール便約50個が富山県の日本海に投棄された。契約している協力会社の運転手が同日夜に富山県に向かう際に富山県行きの荷物と一緒に誤って大阪府行きの荷物も積み込み輸送し、翌8月16日にミスに気づき投棄したもの[143][144]。
- 2017年4月14日には、男性配達員が愛知県内の女性に伝票の電話番号から個人的なメールを送っていたことが発覚し、ストーカー規制法に基づいた警告をしている[145]。
- 2019年11月26日に福岡小笹センター（現：福岡小笹営業所（福岡小笹））で社員の一人が同僚に対して怒鳴り、その際に足蹴りして追い詰めている動画がTwitterに投稿され、ネット上で拡散される。会社側は「詳細を確認した上で、厳正に対処」とコメントした。
- 2020年10月6日に、神戸北鈴蘭台センター（現：神戸北小部営業所（神戸北鈴蘭台））で、パート社員の男性が従業員2人に切りつけ、1人が死亡しもう1人も負傷した。兵庫県警察は殺人容疑でこの男性を逮捕し、2022年2月に神戸地方裁判所は、被告人の元パート社員に懲役27年の判決を言い渡し、大阪高等裁判所や最高裁判所も判決を支持し確定。その後、この事件で死亡した女性従業員の遺族が2022年12月27日付で、ヤマト運輸に対し計約1億1000万円の支払いを求め神戸地方裁判所に提訴。遺族は「上司の言動によって被疑者が逆恨みするようになったにもかかわらず、会社は被害を受けないよう配慮する義務を怠った」と主張している[146]。2023年11月30日付で、神戸地方裁判所で遺族側との和解が成立した[147]。
- 2024年1月26日、国土交通省はヤマト運輸が下請けのトラック事業者に対して長時間の荷待ちなどを強いた疑いがあるとして、貨物自動車運送事業法に基づき是正を勧告。改善計画の提出を求めた[148]。

## テレビ番組
- プロジェクトX〜挑戦者たち〜 「腕と度胸のトラック便」〜翌日宅配・物流革命が始まった〜（2001年5月29日、NHK総合）[149]
- 日経スペシャル カンブリア宮殿（テレビ東京）
  - 物流最前線!宅急便のすべてを見せます（2011年10月13日）- ヤマトホールディングス会長（当時）瀬戸薫出演[150]。
  - 物流イノベーション! 進化し続ける『ヤマトのDNA』（2011年10月20日）- 同上[151]。

## イメージキャラクター
現在
- マツコ・デラックス（クロネコメンバーズ、2019年〈平成31年〉3月〜）
- 菅田将暉（カーボンニュートラル配送、2024年6月〜）

過去
- 小林重四郎（初代イメージキャラクター）
- 葦原邦子
- 和泉雅子（1980年代を中心にイメージキャラクターを務める）
- 石原裕次郎（包装用ワインボックス）
- 白石まるみ（スキー宅急便）
- 小林繁（ゴルフ宅急便）
- 小林正樹（内山田洋とクール・ファイブ）（ゴルフ宅急便）
- 吉幾三（クール宅急便）
- 裕木奈江（吉と共演）
- 八奈見乗児（往復宅急便。ナレーション[注 14]）
- SHIHO（2006年（平成18年）夏のSHIHOセレクション）
- 久保純子（クロネコメンバーズ）
- 鈴木早智子
- 北島康介（企業CM・広告、2009年〈平成21年〉〜2012年〈平成24年〉3月）
- 加藤清史郎（ヤマトホームコンビニエンスとの2010年〈平成22年〉春の引っ越しキャンペーン）
- TOKIO（新宅急便、2010年〈平成22年〉2月〜2018年〈平成30年〉4月[注 15]）

## スポンサー

### 現在

#### 地上波
2020年度からの提供表示はヤマトホールディングス。
- ザ!鉄腕!DASH!! 日本テレビ系列（2010年〈平成22年〉4月〜）
2010年（平成22年）2月から、同番組出演のTOKIOがCMキャラクターを務めている。2023年9月をもって、提供スポンサーを降板する予定。その縁もあってか、同年5月2日放送の単発企画「宅配システムVS公共交通機関 活ダコを運べ!」では、ヤマト運輸が全面的に協力。山口達也（当時TOKIOに在籍）を宅急便のトラックに同乗させ、公共交通機関を使用した城島茂に僅差で勝利した[注 16][注 17]。
- めざましテレビ フジテレビ系列 7時台前半隔週（2021年度 - ）

#### BS
- BSフジLIVE プライムニュース BSフジ 月 - 金曜、番組前半（20時台）提供

### 過去

#### テレビ
- 久米宏のTVスクランブル 日本テレビ系列
- 世界まる見え!テレビ特捜部 日本テレビ系列
- 真相報道 バンキシャ! 日本テレビ系列（2007年〈平成19年〉7月〜9月[注 18]）
- 金曜ロードショー→金曜ロードSHOW! 日本テレビ系列（1988年4月から提供開始、2004年3月末に一旦降板。2007年10月よりスポンサー復帰を果たしたが、2013年3月に降板）
- ズームイン!!SUPER 日本テレビ系列 毎週木曜
- ママモコモてれび 日本テレビ 関東ローカル・不定（PON!内包前）
- ビッグモーニング TBS系列（隔日）
- 月曜ドラマスペシャル→月曜ミステリー劇場 TBS系列
途中ではなまるマーケットに提供番組を変更し、降板。
- はなまるマーケット TBS系列 全国ネットの中半枠テレコ 〜 2008年（平成20年）9月末で降板
- マツコの知らない世界 TBS系列（2019年度 - ）
- 櫻井・有吉 THE夜会 TBS系列（2016年10月 - ）
- 炎の体育会TV TBS系列
- サンデーモーニング TBS系列
- フジテレビ系列土曜20時枠番組 （オレたちひょうきん族やめちゃ×2イケてるッ![注 19] など、ドラマ番組も含む。1994年〈平成6年〉4月 〜 2005年〈平成17年〉3月）
- サザエさん（火曜版）フジテレビ系列
- 金曜プレステージ フジテレビ系列（2007年〈平成19年〉8月〜9月）
- FNNスーパーニュース フジテレビ系列（2007年〈平成19年〉10月1日〜2008年〈平成20年〉3月31日の隔日全国ネット枠、年末年始はFNNニュースで対応）
- メントレG フジテレビ系列（2008年〈平成20年〉4月〜9月）
- 関西テレビ制作火曜夜10時枠の連続ドラマ フジテレビ系列
2005年（平成17年）10月〜12月に放送されていた鬼嫁日記内のお届けものに当社の協力があった。過去に放送されたアンフェア（主演:篠原涼子）でも引き続き番組提供されていた。その後に放送されたドラマでも引き続き提供していたが、2007年（平成19年）6月末で降板。
- HEY!HEY!HEY! MUSIC CHAMP フジテレビ系列（2008年〈平成20年〉10月〜最終回）PTでの提供（複数社の1社）
- すぽると! フジテレビ系列（2010年〈平成22年〉4月〜）平日の隔日提供〜2013年3月）
- 土曜プレミアム フジテレビ系列（2011年〈平成23年〉4月～2016年〈平成28年〉3月）
- あしたのニュース→ユアタイム フジテレビ系列（隔日・〜2017年〈平成29年〉3月で降板、ユアタイム クイックに移動）
- モーニングショーなどのワイドショー番組生CM（提供時期不明） →欽ちゃんのどこまでやるの!?ほか水曜21時枠（ 〜 1987年〈昭和62年〉9月） → ニュースシャトル（番組開始時 〜 1988年〈昭和63年〉3月末。19:20スタート当初時代隔日提供。） → 火曜スーパーワイド → 火曜ミステリー劇場（1988年〈昭和63年〉4月5日 〜 1991年〈平成3年〉9月） → ニュースステーション（1991年〈平成3年〉10月 〜 2004年〈平成16年〉3月） テレビ朝日系列
- サンデープロジェクト テレビ朝日・朝日放送系列
2006年（平成18年）3月26日放送をもって降板。番組自体は2010年（平成22年）3月28日で終了。
- 報道ステーション（番組開始時 〜 2015年〈平成27年〉3月31日 火曜、2018年〈平成30年〉4月 〜 金曜[注 20]） テレビ朝日系列。
- いい旅・夢気分 テレビ東京系列（第1次水曜20時時代 → 水曜19時時代 → 第2次水曜20時時代前期）
- 出没!アド街ック天国 テレビ東京系列（1996年〈平成8年〉前後〈詳細期間の情報求む〉）
- 開運!なんでも鑑定団 サガテレビ
- UMKニュース テレビ宮崎
- 新春スポーツスペシャル箱根駅伝 日本テレビ系列（2023年の第99回大会）

#### ラジオ
- お早うネットワーク（ニッポン放送・NRN系列）
1990年代前半のスポンサー
- JRNナイター（TBSラジオ・JRN系列）
1986年度〜2003年度まで、土曜日分のスポンサー
- NRNナイター（ニッポン放送・NRN系列）
1990年代、水曜日分のスポンサー
- クロネコヤマトのデイリートーク FMラジオJFN系（TOKYO FM系列）全国ネット（月〜金午後2時55分からの5分間の番組）
エフエム富士はJFN加盟時にネット。JFN脱退後は「DAYS BEAT」という番組を山梨県向けのみで放送（スポンサードネット）[注 21]。
- 朝日放送ラジオ（ABC） 平日6時の時報スポンサー
- Creepy Nutsのオールナイトニッポン0（ZERO）（ニッポン放送・NRN系列一部局）
2021年9月〜2022年2月まで、コラボコーナー「Creepy運輸」スポンサー
- 爆笑問題カーボーイ（火曜JUNK・TBSラジオ） 「〜カーボーイ」とコラボしたコーナー「クロネコみっけ」が放送される2025年2月限定[152][153]。

#### 映画等
- 『傷だらけの天使（きずだらけのエンジェル）』（1966年〈昭和41年〉公開）
映画内では、当時の「大和運輸」の車両などが使われた。
- 『魔女の宅急便』（1989年〈平成元年〉 公開）
スポンサーとして製作委員会に参加。全国の営業所・取扱店にチラシ・ポスター・割引鑑賞券を置きグッズプレゼントなどのPRを行い、1989年（平成元年）7月から12月にはテレビCMや雑誌・新聞広告で大規模なキャンペーンを実施。また、キャラクターを印刷したダンボール箱やビニール袋を配布した[154]。
- 『耳をすませば』(1995年〈平成7年〉 公開)
月島がカントリーロードの歌詞カードを学校に忘れたのを気づき取りに戻るシーンで「宅急便」のトラックが走っている。

### その他の事項
- 2006年（平成18年）4月21日にグループ子会社の配達商品（食品）に欠陥が生じ、翌日の大手新聞各紙にお詫び広告が掲載されてから5月31日までテレビCMをすべて自粛していた（再開は6月1日）。

## 書籍

### 関連書籍
- 『日通・郵便局に敗けたくないヤマトの事情』（著者:舘沢貢次）（1989年2月22日、あっぷる出版社）ISBN 9784871770552
- 『これがクロネコヤマトだ！ ニュービジネスの宝島』（著者:倉石俊）（1989年11月9日、ダイヤモンド社）ISBN 9784478310571
- 『宅配ビジネス列島 商流が変わる生活が変わる』（著者:滝本昇）（1989年11月30日、日刊工業新聞社）ISBN 9784526026218
- 『ヤマト宅急便・快進撃の秘密』（著者:坂口義弘）（1990年3月10日、青年書館）ISBN 9784791804900
- 『日本の企業はSIS革命でしか勝ち残れない ヤマト運輸を見よ！セブンイレブンを見よ！花王を見よ！』（著者:青野忠夫）（1990年6月29日、中経出版）ISBN 9784806104605
- 『ヤマト宅急便・快進撃の秘密 宅配業界ナンバーワン！』（著者:坂口義弘）（1990年10月30日、青年書館）ISBN 9784791805068
- 『SISで突っ走る日本の企業 SIS最前線入門 花王、セブン-イレブン、クロネコヤマトだけではない。いまやSISは常識となった。』（著者:平井俊哉）（1991年8月1日、ぱる出版）ISBN 9784893862457
- 『宅配便業界が危ない』（著者:伊庭広美）（1993年7月25日、エール出版社）ISBN 9784753912131
- 『クロネコヤマトが危ない』（著者:新谷一）（1994年8月10日、エール出版社）ISBN 9784753913190
- 『ヤマト運輸の「超物流」革命 新市場を創造し、企業と家庭を変えるネットワーク・パワー』（著者:舘沢貢次）（1996年2月25日、オーエス出版）ISBN 9784871904339
- 『インターネット時代の激烈・宅配便戦争』（著者:佐藤洋平）（1996年6月25日、エール出版社）ISBN 9784753915262
- 『郵便局が崩壊する 郵便局の解体を策謀する宅配便、銀行、保険業界と郵便局の反撃作戦。』（著者:佐久間裕二）（1996年9月25日、エール出版社）ISBN 9784753915507
- 『ヤマト宅急便・驚異の集配網 なぜこんな微少な利益で、荷物を早く届けられるのか』（著者:宍戸啓一）（1997年11月15日、エール出版社）ISBN 9784753916733
- 『宅急便・小倉昌男の需要創造の経営』（著者:久留一郎）（1997年12月18日、同友館）ISBN 9784496026201
- 『経営学』（著者:小倉昌男）（1999年10月4日、日経BP社）ISBN 9784822241568
- 『挑戦つきることなし 小説ヤマト運輸』（著者:高杉良）（2000年3月14日、講談社 講談社文庫）ISBN 9784062648264
  - 『挑戦つきることなし 小説ヤマト運輸』（著者:高杉良）（2013年7月29日、新潮社  新潮文庫）ISBN 9784101303321
- 『クロネコヤマトの魔術商法 ネットビジネスへの期待と不安』（著者:舘沢貢次）（2000年10月1日、エール出版社）ISBN 9784753919918
- 『クロネコヤマトのIT物流戦略』（著者:舘沢貢次）（2001年2月28日、オーエス出版）ISBN 9784757300811
- 『クロネコヤマト顧客満足主義経営』（著者:淵沢進）（2001年11月29日、PHP研究所）ISBN 9784569618425
- 『ヤマト運輸の野望 進化する宅急便の21世紀戦略』（著者:舘沢貢次）（2002年8月21日、ぱる出版）ISBN 9784893869432
- 『コミック版 プロジェクトX 挑戦者たち “クロネコヤマト"の物流革命 腕と度胸のトラック便』（著者:はやせ淳）（2002年12月19日、宙出版）ISBN 9784872878509
- 『経営はロマンだ！ 私の履歴書』（著者:小倉昌男）（2003年1月8日、日本経済新聞社 日経ビジネス人文庫）ISBN 9784532191627
- 『ジュニア版 NHKプロジェクトX(8) はじめてへのチャレンジ！不屈の人たち』（編者:NHKプロジェクトX制作班）（2003年1月20日、汐文社）ISBN 9784811374888 - 「腕と度胸のトラック便」～翌日宅配・物流革命が始まった～（ヤマト運輸）を収録
- 『やればわかるやればできる クロネコ宅急便が成功したわけ』（著者:小倉昌男）（2003年5月30日、講談社）ISBN 9784062118705
- 『ヤマトは我なり！ 「宅急便」セールスドライバー“サービス力の本質"』（著者:大久保隆弘）（2003年12月11日、ダイヤモンド社）ISBN 	9784478312070
- 『宅急便なぜ強いの』（著者:大久保隆弘）（2004年4月1日、碧天舎）ISBN 9784883466702
- 『「なんでだろう」から仕事は始まる！』（著者:小倉昌男）（2004年5月26日、講談社）ISBN 9784062124102
  - 『「なんでだろう」から仕事は始まる！ 新装版』（著者:小倉昌男）（2012年4月28日、PHP研究所）ISBN 9784569804538
- 『クロネコヤマトの宅急便“NEKOシステム"開発ストーリー IT技術者の挑戦2』（著者:石橋曜子 高尾恭介）（2005年3月31日、アイテック情報処理技術者教育センター）ISBN 9784872684759
- 『ジュニア版 まんがプロジェクトX挑戦者たち(15) “クロネコヤマト"の物流革命-腕と度胸のトラック便』（著者:はやせ淳）（2005年6月3日、宙出版）ISBN 9784776791546
- 『自ら語る小倉昌男の経営哲学』（編者:日経ベンチャー）（2005年8月1日、日経BP社）ISBN 9784822210281
- 『やればわかる やればできる 小倉昌男の経営と仕事についての120項』（著者:小倉昌男）（2005年11月20日、講談社）ISBN 9784062569736
- 『宅配便130年戦争』（著者:鷲巣力）（2006年1月16日、新潮社 新潮新書）ISBN 9784106101519
- 『小倉昌男の人生と経営』（著者:小倉昌男）（2012年9月10日、PHP研究所）ISBN 9784569806914
- 『クロネコヤマト「個を生かす」仕事論 “伸び続ける集団"の「発想・行動・信念」』（著者:瀬戸薫）（2013年4月4日、三笠書房）ISBN 9784837924951
- 『どん底から生まれた宅急便』（著者:都築幹彦）（2013年4月24日、日本経済新聞出版社）ISBN 9784532318833
- 『宅急便を創った男 小倉昌男さんのマーケティング力』（著者:中田信哉）（2013年6月1日、白桃書房）ISBN 9784561612056
- 『ナンバーワン企業の儲けるしくみ』（著者:幻冬舎）（2013年8月9日、幻冬舎）ISBN 9784344902756
- 『クロネコヤマト「感動する企業」の秘密』（著者:石島洋一）（2013年9月20日、PHP研究所 PHPビジネス新書）ISBN 9784569814797
- 『クロネコ遺伝子 生き続ける「小倉昌男」イズム』（著者:岡田知也）（2014年11月11日、日本経済新聞出版社）ISBN 9784532319694
- 『クロネコヤマト人の育て方』（著者:水迫洋子）（2015年1月30日、KADOKAWA）ISBN 9784046005847
- 『逆境を越えて 宅急便の父小倉昌男伝』（著者:山岡淳一郎）（2015年5月1日、KADOKAWA）ISBN 9784046005762
- 『小倉昌男 祈りと経営 ヤマト「宅急便の父」が闘っていたもの』（著者:森健）（2016年1月25日、小学館）ISBN 9784093798792 - 第22回小学館ノンフィクション大賞受賞
  - 『小倉昌男 祈りと経営 ヤマト「宅急便の父」が闘っていたもの』（著者:森健）（2019年11月6日、小学館 小学館文庫）ISBN 9784094067163
- 『ヤマト正伝 小倉昌男が遺したもの』（編者:日経ビジネス）（2017年7月21日、日経BP社）ISBN 9784822236878
- 『小倉昌男 成長と進化を続けた論理的ストラテジスト』（著者:沼上幹）（2018年2月22日、PHP研究所）ISBN 9784569834337
- 『セブン-イレブンとヤマト運輸のIT戦略分析 業界リーダーが持続的競争力をつくるメカニズム』（著者:向正道）（2018年8月28日、中央経済社）ISBN 9784502273216

## 関連資料

### DVD
- 『ザ・メッセージⅡ ニッポンを変えた経営者たち 小倉昌男 ヤマト運輸』（2011年3月31日、NHKエンタープライズ）JAN 4988066176265
- 『「腕と度胸のトラック便」～翌日宅配・物流革命が始まった～』（2012年7月31日、NHK出版）